# Homo heidelbergensis
Homo heidelbergensis is een uitgestorven mensensoort die ongeveer leefde tussen de een miljoen en tweehonderdduizend jaar geleden.
De soort werd in 1908 benoemd op basis van een in Duitsland gevonden kaak. Het is omstreden wat het begrip precies inhoudt. Soms duidt men er de laatste gemeenschappelijke voorouder van de moderne mens (Homo sapiens) en de neanderthaler of de denisovamens mee aan. Die voorouder leefde vermoedelijk minstens zeshonderdduizend jaar geleden in Afrika en Homo rhodesiensis valt dan onder H. heidelbergensis. Het is echter mogelijk dat de oorspronkelijke kaak dichter bij de neanderthalers stond. De naam H. heidelbergensis wordt daarom ook wel gebruikt voor "pre-neanderthalers", typen die tot een kleine tweehonderdduizend jaar geleden voorlopers waren van de klassieke neanderthaler. Daarvan zijn vooral in Spanje veel resten gevonden en die bepalen voor een groot deel ons beeld van Homo heidelbergensis. Tegelijkertijd leefden in Afrika vormen die er niet heel veel van verschilden, maar zouden evolueren tot de archaïsche Homo sapiens. Wegens de overeenkomst in bouw worden die ook wel onder H. heidelbergensis geschaard, hoewel ze op een andere afstammingstak lagen.
Homo heidelbergensis verschilde in uiterlijk niet sterk van de moderne mens. Vrouwen werden zo'n 160 centimeter lang, mannen 170 centimeter. Het brein was ongeveer even groot met 1200 cc. Het gezicht was met grote wenkbrauwwallen minder fijngebouwd. Een echte kin ontbrak. Het lichaam was gedrongen en stevig gespierd.
Homo heidelbergensis in ruime zin, dus inclusief Afrikaanse tak, bewoonde een groot deel van Europa, Afrika en het Midden-Oosten. Zijn leefgebied omvatte een veelheid aan landschappen en klimaatzones. Daar joeg hij op groot wild zoals herten, runderen, paarden en zelfs olifanten. Het merendeel van zijn energie haalde hij echter uit planten. De populaties kunnen niet groot geweest zijn. Soms stond de soort op de rand van uitsterven.
Als directe voorloper van de meest moderne mensentypen, zou Homo heidelbergensis verwacht kunnen worden ook een meer modern gedrag te tonen. Dat is echter maar zeer ten dele het geval. Zijn werktuigen bestaan voor een groot deel uit vuistbijlen die maar iets verfijnder werden dan de bewerkte stenen die Homo ergaster al fabriceerde. Een belangrijke sprong voorwaarts was het gaan beheersen van het vuur. Men leefde vermoedelijk grotendeels nomadisch maar er zijn ook kleine vaste nederzettingen gevonden en onderdelen van houten hutjes. Er zijn geen aanwijzingen voor uitgebreide begrafenisrituelen. Men kraste soms op botten. Afbeeldingen werden niet gemaakt. Wel smeerde men zich kennelijk in met pigmenten zoals rode oker. Volgens sommige onderzoekers kende Homo heidelbergensis al een gesproken taal, maar andere wetenschappers ontkennen dat. 

## Kaak van Mauer
De eerste vondst van deze soort werd op 21 oktober 1907 gedaan door de arbeider Daniel Hartmann in de zandsteengroeve Grafenrain in Mauer bij Heidelberg. Het betrof een onderkaak die bekend is geworden als de 'kaak van Mauer'. De eigenaar van de groeve, Josef Rösch, schonk de vondst aan paleontoloog Otto Schoetensack die hem in 1908 als een nieuwe mensensoort beschreef: Homo heidelbergensis. De onderkaak is het holotype: Mauer 1.

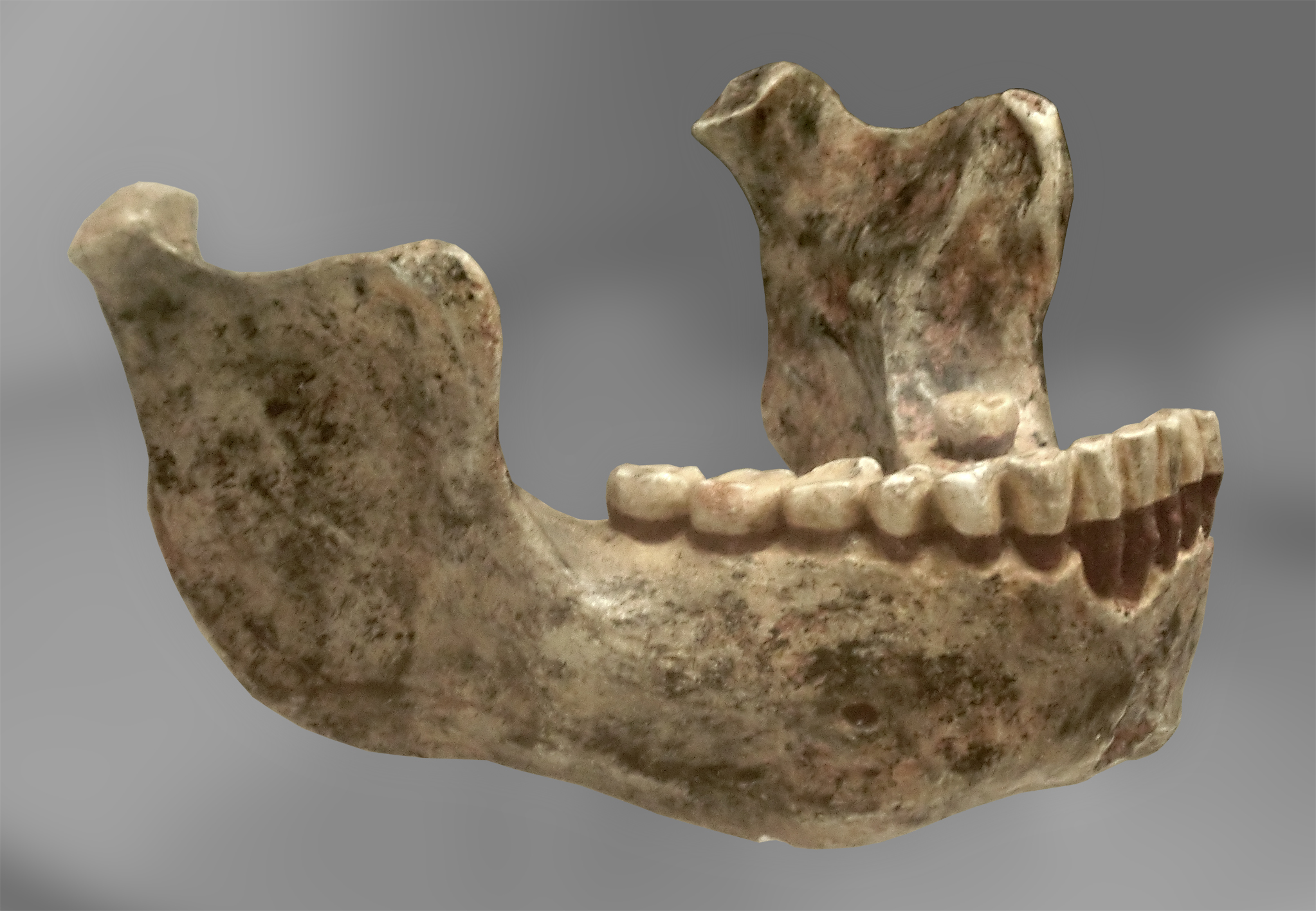
Afgietsel van Mauer 1

De onderkaak maakt deel uit van een interglaciale zoogdierfauna waarvan de fossielen werden aangetroffen in de 'Zanden van Mauer', een afzetting van de Neckar. Bij de aangetroffen zoogdiersoorten bevonden zich onder andere Arvicola cantiana, Pliomys episcopalis, Trogontherium cuvieri, Panthera pardus sickenbergi, Panthera leo fossilis, Elephas antiquus, Equus mosbachenis, Stephanorhinus hundheimensis, Stephanorhinus kirchbergensis en Hippopotamus amphibius antiquus. Het interglaciaal wordt gecorreleerd met Marine Isotope Stage 13 of 15, overeenkomend met de periode tussen 440 000 en 610 000 jaar geleden.
In 1907 was nog weinig bekend over de evolutionaire geschiedenis van de mens. Men wist dat er in Azië een heel oude vorm geleefd had, de Javamens. Die stond duidelijk ver van de moderne mens af. Verder waren er de neanderthalers. Die moesten nog tot vrij kort geleden geleefd hebben en waren niet zo heel verschillend van Homo sapiens. Er was dus nogal een kloof om te dichten. Volgens Schoetensack was zijn Homo heidelbergensis daar een goede kandidaat voor. De onderkaak leek hem duidelijk primitiever, dichter bij de "apen" staand, dan de neanderthaler. Hij nam ook een hoge leeftijd aan voor de kaak, ook al waren er indertijd geen betrouwbare methoden om een exacte absolute ouderdom te bepalen. Modern onderzoek, dat uitkwam op een leeftijd van rond de 609 000 jaar, geeft hem hierin gelijk. In 1907 was Mauer 1 het geologisch oudste menselijke fossiel dat in Europa was gevonden.
In de jaren twintig van de twintigste eeuw werd in China de Pekingmens ontdekt. Later werd die met de Javamens samengevoegd tot één soort: Homo erectus. In het midden van de eeuw werd de gedachte dominant dat de mens de afgelopen twee miljoen jaar een enkelvoudige populatie zou hebben gevormd die zich uit Homo erectus via de neanderthalers in Homo sapiens ontwikkelde. De Heidelbergmens zou in dit proces dan een tussenfase geweest zijn. Hij werd soms beschouwd als een ondersoort, Homo erectus heidelbergiensis, en soms als een vroege neanderthaler. Intussen werden meer vondsten gedaan die zich in bouw tussen de Pekingmens en latere vormen in leken te bevinden.

## Verwante vondsten

### Europa
Andere fossielen van Homo heidelbergensis werden gevonden in Duitsland (bij Steinheim an der Murr), Engeland (Eartham Pit bij Boxgrove, de Swanscombe-schedel), het zuiden van Frankrijk (Arago bij Tautavel) en in Griekenland (bij Petralona). Fossiele voetafdrukken in vulkanische as bij de Italiaanse Roccamonfina worden ook toegeschreven aan Homo heidelbergensis. Al deze fossielen zijn tussen de 200 000 en 300 000 jaar oud, behalve de vondst bij Tautavel, die gezien de primitievere kenmerken waarschijnlijk ongeveer 400 000 jaar oud is.

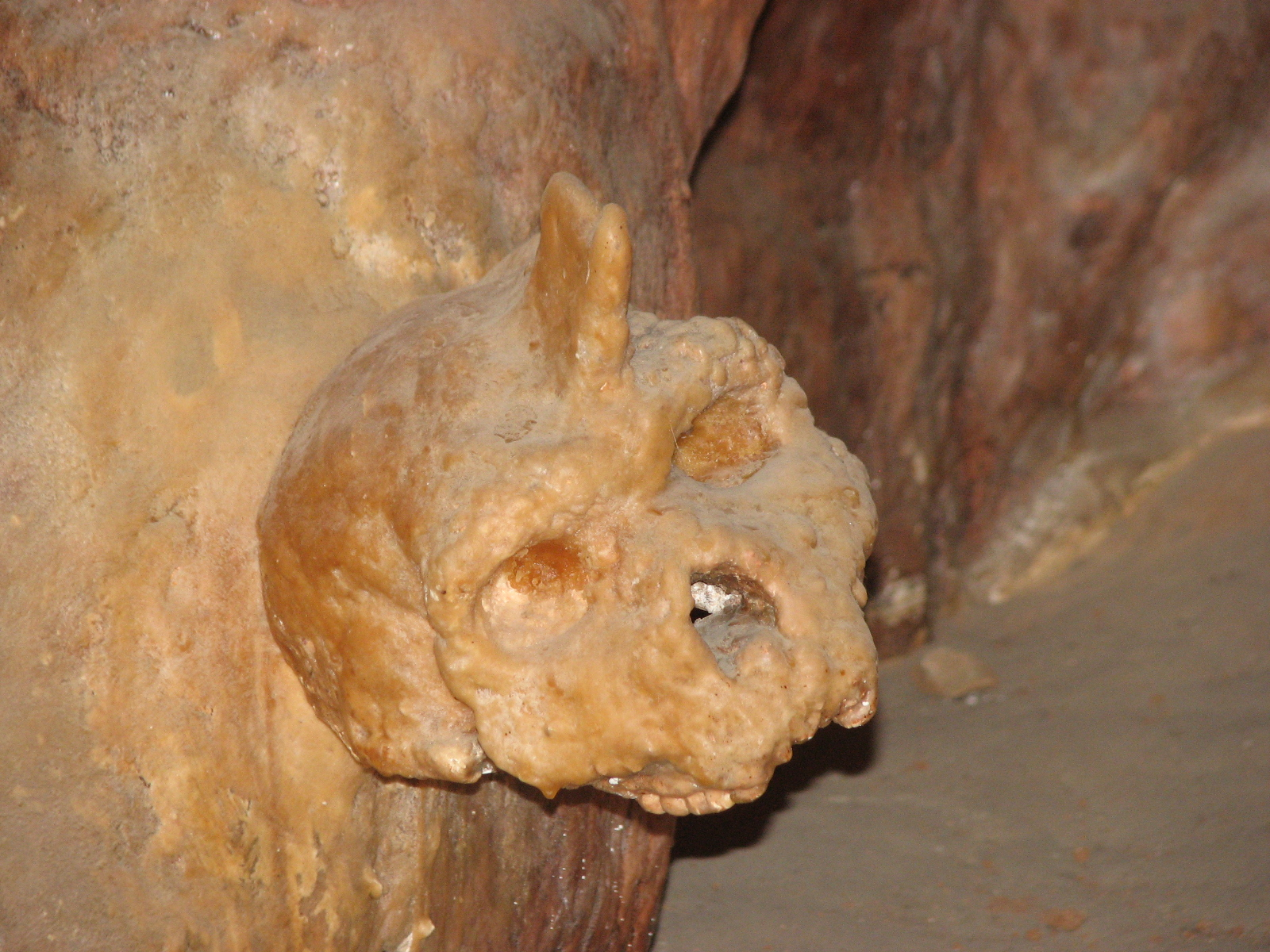
De Petralonaschedel

De eerste belangrijke vondst was in 1933 de schedel van de Steinheimmens met een herseninhoud van zo'n 1150 cc. Die was relatief jong, misschien maar 175 000 jaar, en had een vorm die verenigbaar was met een voorloper van de neanderthaler, hoewel daar geen duidelijke afgeleide kenmerken daarmee gedeeld werden. In 1935 werd in Engeland de Swanscombeschedel ontdekt die vierhonderdduizend tot tweehonderdduizend jaar oud is met een herseninhoud van 1300 cc. In Griekenland trof men in 1960 in een grot de Petrolanaschedel aan, met een inhoud van 1220 cc. Hoewel hiervoor door Griekse onderzoekers wel een ouderdom van zevenhonderdduizend jaar verondersteld is en een aparte geslachtsnaam Archanthropus werd verzonnen, bepaalden latere wetenschappers de ouderdom op rond de tweehonderdduizend jaar en namen een verwantschap met soortgelijke vondsten aan. Van 1964 af worden in Frankrijk de resten gevonden van de Tautavelmens in de Aragogrotten nabij de Spaanse grens. Het belangrijkste fossiel, schedel Arago XXI, heeft een herseninhoud van 1166 cc en een leeftijd van 450 000 jaar. In 1993 werd in de Eartham Pit in Engeland een scheenbeen gevonden van een half miljoen jaar oud. Dergelijk menselijk postcraniaal materiaal van die ouderdom is zeer zeldzaam. 
Bovenstaande vondsten waren klein in getal, beperkt van karakter en verspreid over een ruim bereik in ruimte en tijd. Ze verschaften niet veel informatie over de bouw en het verloop van de evolutie. In de jaren negentig echter werden in het noorden van Spanje, bij Siera de Atapuerca veel belangrijkere vindplaatsen ontdekt. Er zijn meer dan 5500 menselijke fossielen gevonden, die aan minstens dertig individuen behoord hebben, met een ouderdom van rond de 430 000 jaar. Het is daarmee een van de grootste vindplaatsen van fossielen van oudere mensentypen dan Homo sapiens ter wereld; alleen de neanderthalervondsten bij Krajina zijn talrijker in het minimum van aanwezige individuen gemeten. Het grote aantal van 5500 specimina omvat veel botfragmenten en geen hele skeletten.
In honderdduizenden jaren oudere lagen bij dezelfde vindplaats zijn ook menselijke fossielen gevonden, maar die worden meestal tot een aparte soort, Homo antecessor, gerekend. Onder anderen de Spaanse paleoantropologe Ana Gracia Telléz is van mening dat Homo heidelbergensis uit Homo antecessor is ontstaan. Deze hypothese wordt echter niet door alle vondsten buiten Spanje gestaafd. Het bestaan van Homo antecessor verwijst naar het vraagstuk waar de Europese Homo heidelbergensis eigenlijk vandaan kwam. Fossielen van grotere ouderdom zijn aan Homo heidelbergensis zijn toegewezen - tot maximaal 900 000 jaar - maar dat heeft de vraag opgeroepen of die afstammen van een Aziatische Homo erectus of meer direct van de Afrikaanse Homo ergaster. In Afrika lijken namelijk tussenvormen gevonden te zijn die daarop duiden.
| Vindplaatsen in Europa | Vindplaatsen in Europa | Vindplaatsen in Europa | Vindplaatsen in Europa | Vindplaatsen in Europa |
| Vindplaats             | Jaar                   | Leeftijd fossiel       | Vinder                 | Bekend als             |
| ---------------------- | ---------------------- | ---------------------- | ---------------------- | ---------------------- |
| Petralona              | 1960                   | 700.000-200.000 jaar   | Christos Sariannidis   | petralonamens          |
| Arago                  | 1964                   | 450.000 jaar           | Henry de Lumley        | tautavelmens           |
| Heidelberg             | 1908                   | 440.000-610.000 jaar   | Daniel Hartmann        | heidelbergmens         |
| Steinheim              | 1933                   | 250.000-300.000 jaar   | Karl Sigrist           | steinheimmens          |
| Siera de Atapuerca     | 1993                   | 350.000 jaar           |                        |                        |
| Siera de Atapuerca     | 1994                   | 800.000 jaar           |                        | Homo antecessor        |
| Boxgrove               | 1994                   | 500.000 jaar           | Roger Pederson         | boxgrovemens           |
| Ceprano                | 1994                   | max 900.000 jaar       | Italo Biddittu         | cepranomens            |

### Afrika

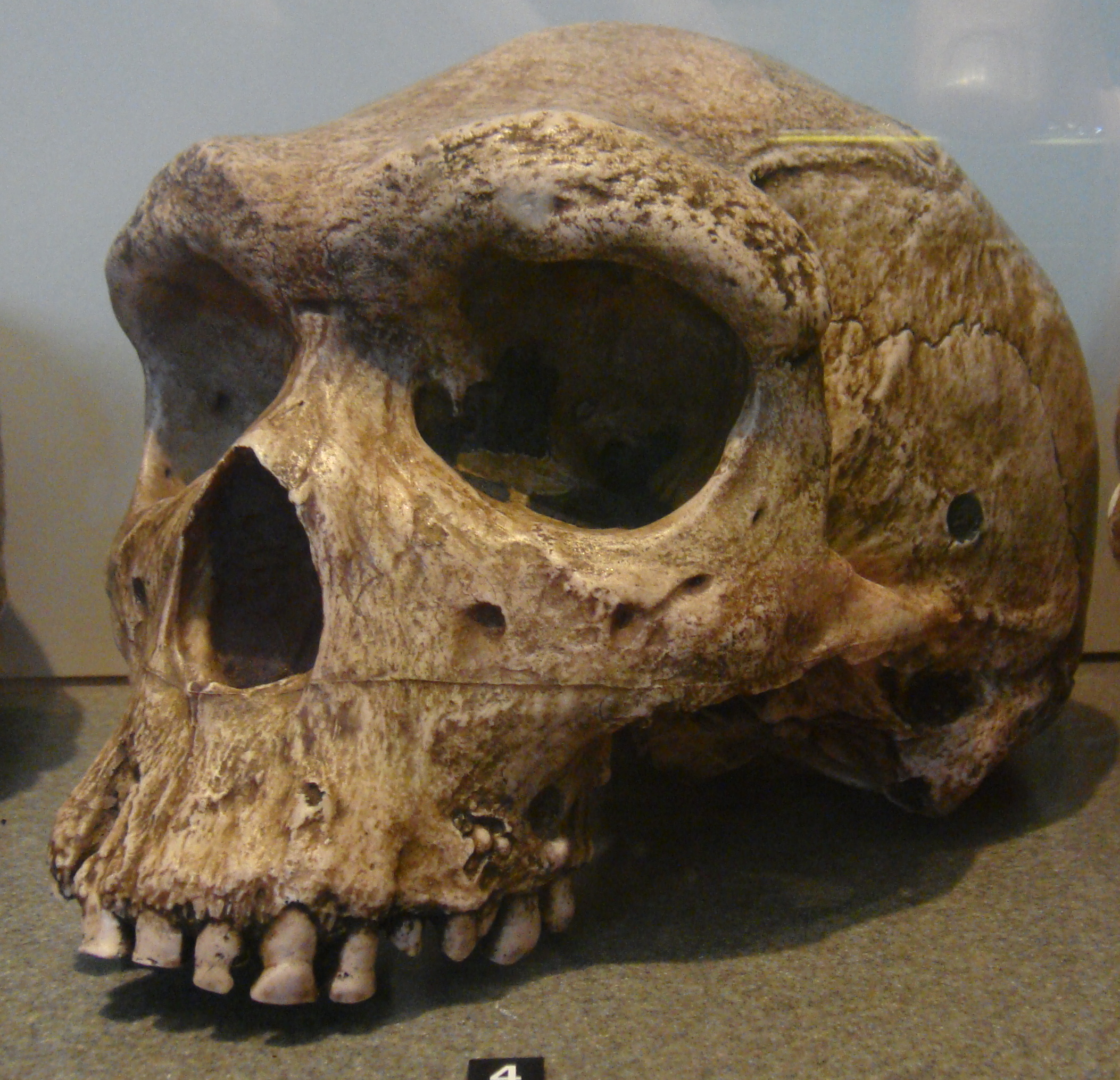
Model van een schedel van de rhodesiëmens

Een aantal vergelijkbare vondsten uit Afrika wordt door sommige paleoantropologen ook aan Homo heidelbergensis toegeschreven. Men gaat er dan meestal van uit dat de soort ontstond in Afrika en zich van daar over Europa verspreidde. Uit deze Afrikaanse Heidelbergmensen zou dan Homo sapiens, de anatomisch moderne mens, ontstaan zijn. 
In 1921 werd de Kabweschedel ontdekt die datzelfde jaar nog door Arthur Smith Woodward benoemd werd als Homo rhodesiensis. Als een identiteit met Homo heidelbergensis wordt aangenomen, is het daar een jonger synoniem van. 
Sommige van de jongere Afrikaanse vondsten worden wel tot een eigen soort, Homo helmei, gerekend, die afstamde van Homo heidelbergensis en voorouder was van Homo sapiens. In 2022 benoemde Mirjana Roksandic een Homo bodoensis. Die was juist gebaseerd op ouder materiaal met als typespecimen schedel Bodo 1, eind 1976 gevonden. Een probleem hierbij was dat deze soort ook materiaal eerder toegewezen aan H. rhodesiensis geacht werd te omvatten. Deze laatste soort werd afgewezen omdat hij in 1921 niet goed gedefinieerd zou zijn en omdat een imperialistische kolonisator als Cecil Rhodes niet geëerd zou moeten worden. De ICZN vereist voor de geldigheid van namen echter geen correcte definitie en evenmin dat geëerde personen van onbesproken gedrag zijn. Indien de hypodigmata overlappen, heeft H. rhodesiensis prioriteit. Homo bodoensis heeft het debat over de status van al deze soorten aangezwengeld.
| Vindplaatsen in Afrika  | Vindplaatsen in Afrika | Vindplaatsen in Afrika | Vindplaatsen in Afrika | Vindplaatsen in Afrika |
| Vindplaats              | Jaar                   | Leeftijd fossiel       | Vinder                 | Bekend als             |
| ----------------------- | ---------------------- | ---------------------- | ---------------------- | ---------------------- |
| Kabwe                   | 1921                   | 300.000-120.000 jaar   | Tom Zwiglaar           | rhodesiëmens           |
| Elandsfontein           | 1954                   | 300.000 jaar           | Ronald Singer          | saldanhamens           |
| Bodo D'ar, Awash-vallei | 1976                   | 600.000 jaar           | Jon Kalb               | bodomens               |
| Gawis, Ethiopië         | 2006                   | 200.000-500.000 jaar   | Asahmed Humet          | gawismens              |

## Evolutie
De plaats van Homo heidelbergensis in de menselijke stamboom is zeer omstreden. Dat komt ook omdat onderzoekers bij oermensen geen eenduidig soortbegrip toepassen. Het is mogelijk het biologisch soortbegrip te gebruiken. Daarin worden alle individuen tot een soort gerekend die zich onderling kunnen voortplanten. De naamgeving in de menselijke paleontologie weerspiegelt dit begrip vaak niet. De heersende leer rond 1955, dat uit Homo erectus de neanderthaler was voortgekomen en die weer de moderne mens had voortgebracht, hield eigenlijk in dat die één enkele soort vertegenwoordigden, een chronospecies die zich geleidelijk in een proces van anagenese had ontwikkeld. De verschillende namen waren dan niet meer dan ontwikkelingsgraden, door opvallende lichamelijke kenmerken te onderscheiden typen die een aparte aanduiding kregen. Die namen waren zo geen echte soorten volgens het biologisch soortbegrip. Ze konden hoogstens een taxonomisch soortbegrip vertegenwoordigen, ook wel een fenetisch soortbegrip genoemd, de methode in de paleontologie om typerende fossielen een soortnaam te geven aangezien toch niet bewezen kon worden tot welke voortplantingsgroep ze behoorden. De soortnaam Homo heidelbergensis functioneerde meestal ook zo: het was een type dat tussen H. erectus en Homo neanderthalensis of Homo sapiens in stond.

In deze interpretatie door Chris Stringer uit 2012 is H. heidelbergensis een Afrikaanse tak die zich van de Aziatische Homo erectus s.s. afsplitste en in Europa de Denisovamensen en de neanderthalers voortbracht. In dat geval is Homo antecessor een doodlopende vroege tak. De mysterieuze dwergvorm Homo floresiensis wordt gezien als een zeer vroege afsplitsing zoals hij in sommige analyses uitvalt

In het begin van de eenentwintigste eeuw werd het in toenemende mate mogelijk via de analyse van eiwitten en DNA vast te stellen of populaties zich werkelijk onderling voortplantten. Sommige gegevens wezen erop dat de gedachte aan één grote wereldpopulatie niet geheel onjuist was geweest. Zo bleken moderne mensen nog steeds wat neanderthalergenen te bezitten. Het werd echter ook duidelijk dat de geschiedenis van de mensen tijdens het middelste Pleistoceen er voornamelijk een geweest was van voortdurende splitsingen en migraties. Dat kan beschreven worden met een fylogenetisch soortbegrip, waarin iedere tak een aparte naam krijgt. Er zijn sterke aanwijzingen dat de Aziatische Homo erectus geen belangrijke bijdrage heeft geleverd aan de westelijke populaties, dat moderne mensen voornamelijk niet van neanderthalers afstammen, dat er een mysterieuze tak van Denisovamensen moet hebben bestaan, dat er in Spanje een oude tak van de Homo antecessor moet zijn geweest en dat de moderne mens in Afrika ontstaan is. In eerste instantie dacht men Homo heidelbergensis in dit geheel in te passen door aan te nemen dat hij de laatste gemeenschappelijke voorouder van de moderne mens en de neanderthalers geweest was. Daarom werd ook Homo rhodesiensis aan Homo heidelbergensis gelijkgesteld. Deze benadering zou echter alleen correct kunnen zijn als er tussen één en minstens een half miljoen jaar geleden een enkele vrij homogene populatie het zuiden en oosten van Europa, het noorden en oosten van Afrika en het Midden-Oosten bevolkt zou hebben. Dat zou ook rechtvaardigen dat die Homo heidelbergensis genoemd wordt, want die naam is noodzakelijkerwijs verbonden aan de Duitse kaak Mauer 1. Moeilijk te begrijpen is dan hoe die populatie zich vrijwel gelijktijdig in allerlei takken zou hebben gesplitst.

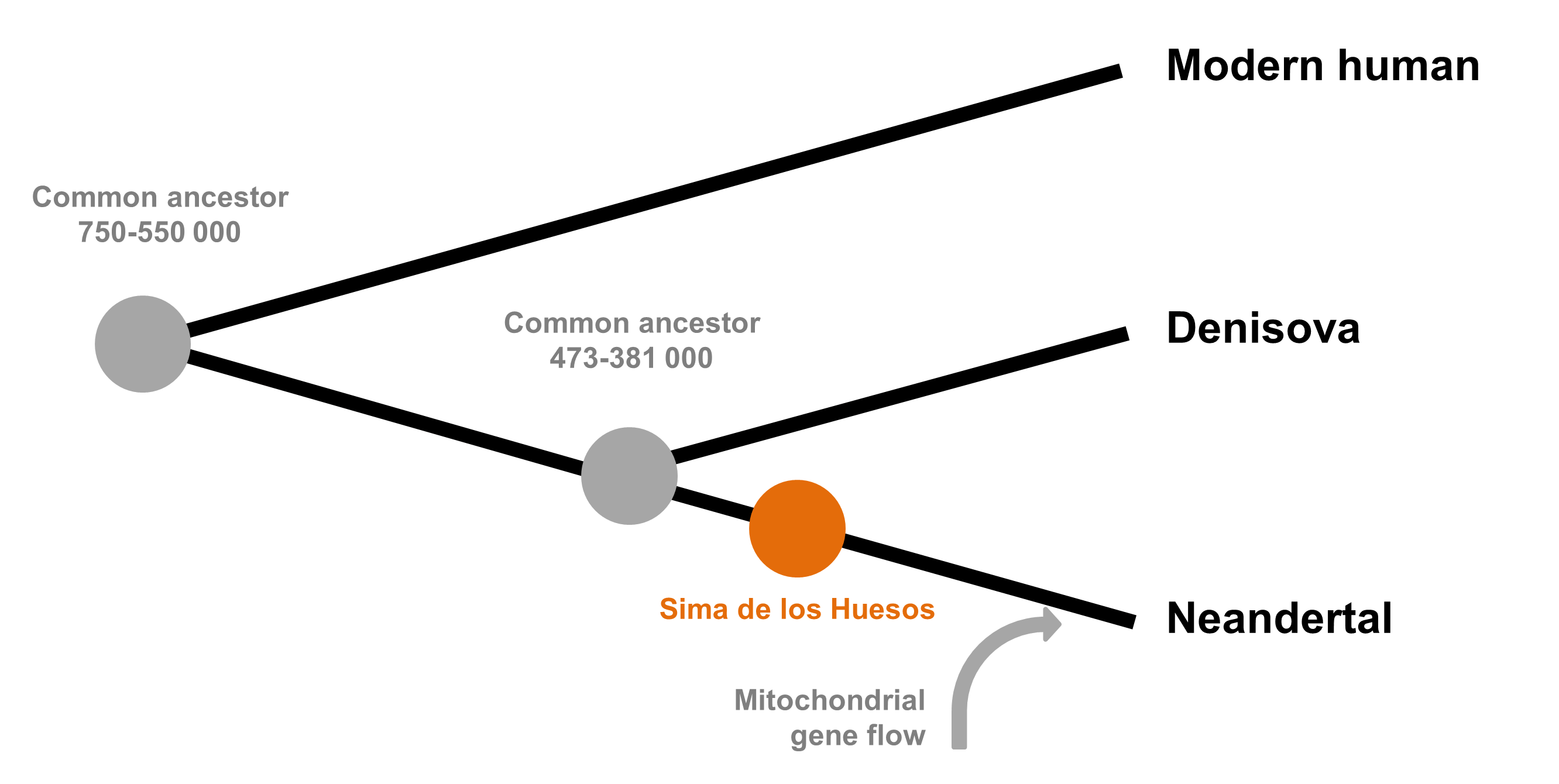
In deze interpretatie is Homo heidelbergensis slechts een naam voor vroege neanderthalers of voor de tak die naar de laatste gemeenschappelijke voorouder van de neanderthalers en de Denisovamensen loopt

Latere onderzoeken wijzen op vrij vroege splitsingen. Mirjana Roksandic stelde voor de naam Homo heidelbergensis maar helemaal niet meer te gebruiken. Mauer 1 zou op een tak liggen die direct naar de neanderthalers leidt. Die tak, een zustergroep van de Denisovamensen, kan dan simpelweg Homo neanderthalensis genoemd worden wat al in 1995 voorgesteld werd door Chris Stringer. Haar Homo bodoensis zou een zeer vroege afsplitsing zijn, een tak van een miljoen jaar oud die direct naar de moderne mens leidt. Deze benadering is op veel weerstand gestuit. Zeer onzeker is namelijk of er na een miljoen jaar geleden niet steeds migraties uit Afrika naar Europa of omgekeerd hebben plaatsgevonden, zodat het model van een enkelvoudige afsplitsing van een Afrikaanse tak te simplistisch is. Daarop wijst ook de moleculaire klok die een ouderdom van zeshonderdduizend tot zevenhonderdduizend jaar aangeeft voor de splitsing tussen de moderne mens en de neanderthaler. Zou het echter wel correct zijn dan was H. bodoenis ook geen aparte soort volgens het fylogenetisch soortbegrip, maar slechts een van Homo sapiens afwijkend fenetisch type. Dat type komt dan wel in bouw sterk overeen met de Europese vormen die traditioneel onder H. heidelbergensis geschaard werden zodat die naam als losse aanduiding voor een bepaalde ontwikkelingsgraad gehandhaafd kan blijven, vondsten uit beide hoofdtakken aanduidend. Daarvoor spreekt ook dat dit type duidelijk afwijkt van de "klassieke neanderthaler". Volgens het Accretion Model werd die geleidelijk benaderd. Een Stage 1 zou early-pre-Neandertals vertegenwoordigen zoals Mauer 1 en Petralona; een Stage 2 zou bestaan uit "preneanderthalers" zoals Steinheim, Swanscombe en Atapuerca en Stage 3 waren dan de "vroege neanderthalers" zoals de vondsten uit Biache. Een verder probleem is wat dan wel de aanduiding moet zijn van de laatste gemeenschappelijke voorouder van moderne mens en neanderthaler als die niet Homo heidelbergensis mag heten. Men neemt vaak zijn toevlucht tot vage aanduidingen als "late Homo ergaster", maar dat is dan weer zelf een ontwikkelingsgraad gezien de vele eerdere afsplitsingen en er is weinig materiaal van bekend. Als men een soortnaam wil gebruiken volgens het fylogenetisch soortbegrip is daarvoor in principe Homo louisleakeyi beschikbaar, maar die aanduiding wordt zelden gebruikt.

## Beschrijving

### Algemene lichaamsbouw
Het is lastig algemene beweringen te doen over de lichaamsbouw van Homo heidelbergensis, omdat het om een verzameling van niet verwante afstammingstakken kan gaan. Als de term gebruikt wordt voor een bepaald bouwtype, bestaat het gevaar van circulariteit: nieuwe vondsten leveren niet zozeer verbeterde informatie, maar worden pas als authentiek geaccepteerd als ze de bestaande kennis bevestigen. 
Het begrip wordt meestal gebruikt voor een bouw die in het latere Pleistoceen vaak aangetroffen wordt: een mens die matig lang is met een gedrongen robuust lichaam, een relatief kleine gezichtsmassa die echter nog basale trekken heeft zoals grote wenkbrauwwallen en een herseninhoud die het moderne gemiddelde benadert of bereikt. Uit dezelfde periode zijn echter ook exemplaren bekend die uitgesproken slank zijn met langwerpige ledematen. Die zouden dan fenotypisch gezien geen H. heidelbergensis mogen heten. Fylogenetisch gezien kunnen ze een argument zijn aparte takken te onderscheiden, maar ze kunnen ook op twee morfotypen duiden, een variatie binnen de populaties die aan H. heidelbergensis zijn toegewezen. Slanke lange individuen zijn al bekend van Homo ergaster, maar ze zijn niet beperkt tot de Oost-Afrikaanse populaties en evenmin maken ze daar de meerderheid van uit, ondanks de hypothese dat ze een aanpassing zijn aan een heet klimaat.

### Lengte
Overigens zijn niet al te veel skeletten bekend die exacte gegevens verschaffen. De belangrijkste vondsten in dit verband zijn die uit Spanje. In de Sima de los Huesos hebben de mannen een gemiddelde lengte van 169,5 centimeter en de vrouwen van 157,7 centimeter. De maximale lengte van de mannen is 177 centimeter en van de vrouwen 160 centimeter. De massa van de mannen was gemiddeld 62 kilogram; die van de vrouwen gemiddeld 51 kilogram. Een studie uit 2018 stelde echter die schattingen te laag lagen omdat men geen rekening gehouden had met de zeer dikke botwanden. Sommige mannelijke individuen zouden 102 kilogram hebben gewogen. Een probleem is hier weer de circulariteit: een skeletelement wordt vaak als mannelijk geclassificeerd als het robuust is. Problematisch is ook wat dit zegt over de seksuele dimorfie. 
Vondsten uit Afrika wijzen soms op een grotere lengte. Een bij Kabwe ontdekt scheenbeen laat zich extrapoleren op een lichaamslengte van 181,2 centimeter, maar het kan ook zijn dat het onderbeen relatief langwerpiger was, wat dan toch zou samenhangen met een slanke bouw.

### Hersengrootte
Behalve het volume van het hele lichaam is er het volume van de hersenen, dat in deze periode onevenredig toenam. Philip Rightmire berekende in 2004 het gemiddelde bij alle populaties van H. heidelbergensis, dus alle schedels ooit aan die soort toegewezen, op 1206 cc. Het bereik lag tussen de 1100 en 1390 cc. Het gemiddelde van dertig schedels van de voorlopersoort (Homo erectus/Homo ergaster) lag op 973 cc. Daaruit concludeerde hij dat er een aanzienlijke toeneming was geweest waarbij wel bedacht moest worden dat het bereik bij H. erectus s.l. tussen de 727 en 1231 cc lag en juist jongere schedels bij die groep vaak groter waren, zodat de hersengroei een meer wereldwijd verschijnsel lijkt te zijn geweest, niet beperkt tot H. heidelbergensis. Hoe dit verklaard kan worden, is omstreden: het kan een "evolutionaire trend" zijn geweest of het gevolg van gene flow. 
De gemiddelden bij H. heidelbergensis liggen vlak bij gevonden waarden van de moderne Homo sapiens: wereldwijd 1270 cc bij mannen en 1130 cc bij vrouwen. Bij de schedels van de Sima de los Huesos ligt het encefalisatiequotiënt iets lager op 3,27. Daarbij moet echter worden bedacht dat de archaïsche H. sapiens juist nog wat grotere hersenen had. De "klassieke neanderthalers" hadden zelfs enorme breinen: gemiddeld 1600 cc bij mannen en 1300 cc bij vrouwen. Dat kan weer een argument zijn een onderscheid te maken met H. heidelbergensis.

### Skelet

#### Schedel

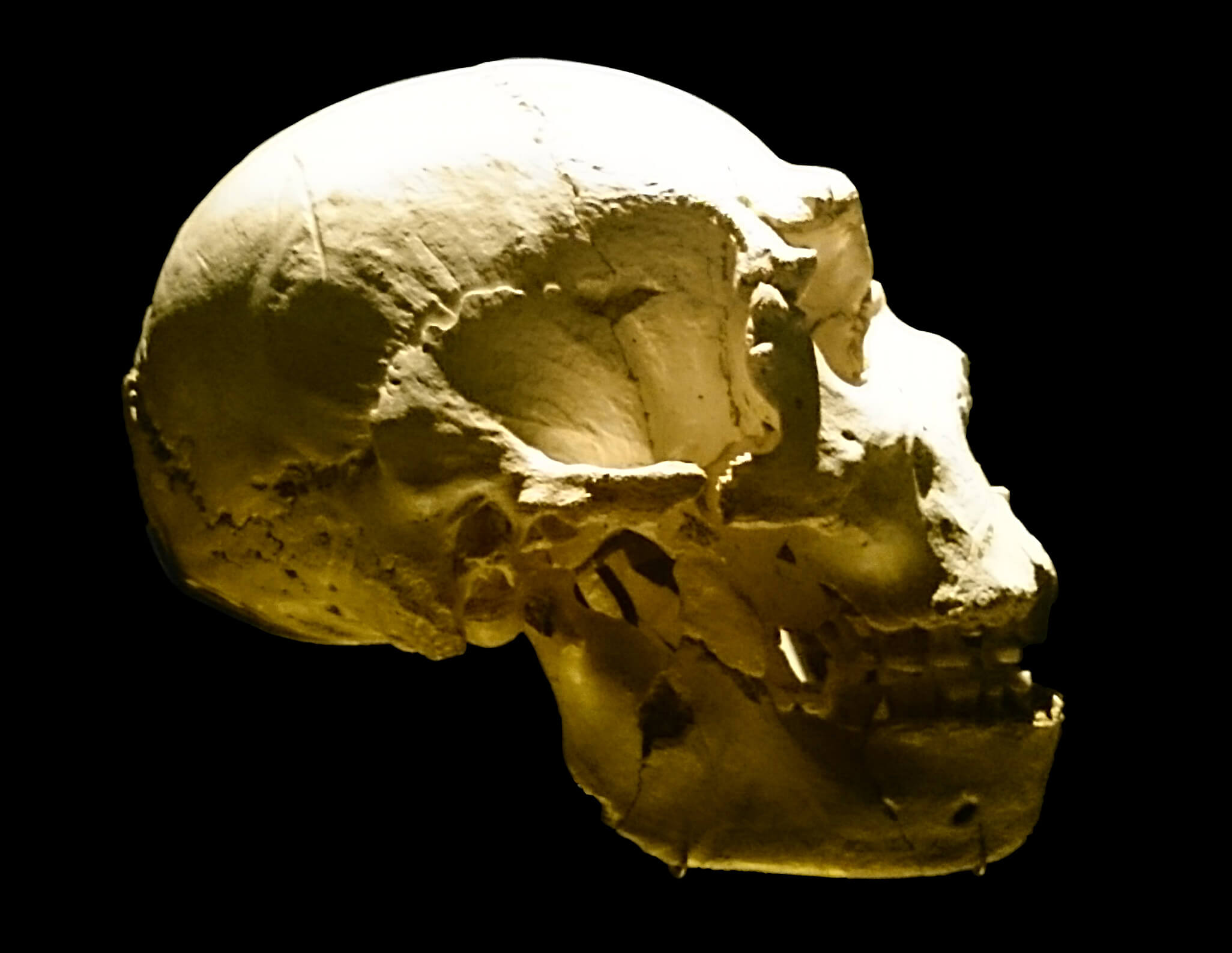
"Schedel 5" van de Sima de los Huesos

Rightmire wees erop dat de schedel van een half miljoen jaar oude mensen uit Europa en Afrika al veel moderner was dan de crania uit de Homo erectus-groep. De neusopening is vrijwel verticaal gericht in plaats van naar achteren te hellen, met een kam of spoor op de onderste toegang. De foramina incisiva, de gepaarde spleetvormige openingen in het verhemelte, lopen bijna tot aan de snijtanden door. Het voorhoofdsbeen is breed, het wandbeen verbreed en het slaapbeen is hoog gewelfd, allemaal om ruimte maken voor de grotere hersenen. Het wiggenbeen heeft een spoor die naar beneden uitsteekt en een tuberculum articulare staat duidelijk af van een vlakker gedeelte van de onderzijde van de schedel achter het kaakgewricht.

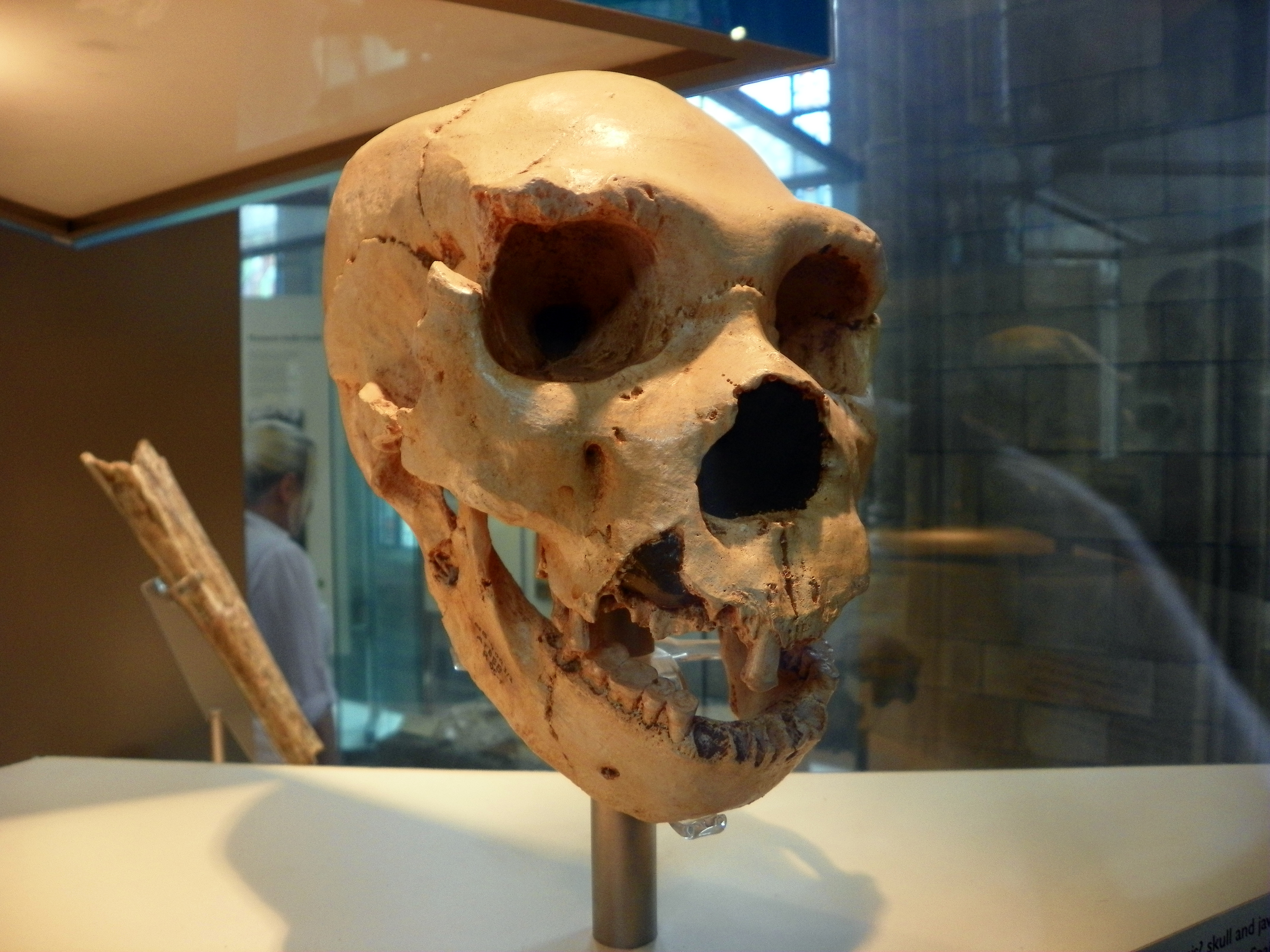
Schedel 5 in driekwart profiel

In 2014 beschreef Juan Luis Arsuaga de schedels van de Sima de los Huesos. Het opisthocranion, achterste punt van de schedel ligt, net als bij moderne mensen en de neanderthalers, op het vlakke deel, het planum, van het achterhoofd, niet op de beenring, de torus, hoewel het verschil klein is. Bij de "Vroege Homo" en Homo erectus s.s. ligt dat punt op de torus. Een verschil met de neanderthalers is dat de voor die groep kenmerkende chignon, het naar achteren uitstekende "knotje", geheel ontbreekt. Ook de torus angularis is meestal afwezig, net als bij de meeste Europese vondsten van die ouderdom. De onderste zijwanden van de schedel staan verticaal evenwijdig, net als bij de schedels van Swanscombe, Steinheim, Reilingen en Petralona. Bij de Vroege Homo en Homo erectus lopen de wanden naar elkaar toe. Bij neanderthalers is het dwarsprofiel cirkelvormig bol; bij moderne mensen staan de wanden uiteen zodat het breedste punt van de schedel duidelijk hoger ligt. De torus van het achterhoofd is maar zwak ontwikkeld. Er is geen echte uitholling in het midden en de lage ring vervlakt naar achteren in het asterion. Er zijn geen duidelijke uitsteeksels naar bezijden. Dit alles verschilt fundamenteel van de robuuste structuur bij neanderthalers. Boven de positie waar bij neanderthalers de fossa iniacia ligt, bevindt zich boven de torus een grote centrale halfcirkelvormige zone. Deze is plat of licht bol met een opeenhoping van kleine ronde uithollingen. Het opisthocranion ligt precies op de bovenrand van deze zone. Deze morfologie is fundamenteel verschillend van de neanderthalers, maar wordt gedeeld met de schedel van Swanscombe.

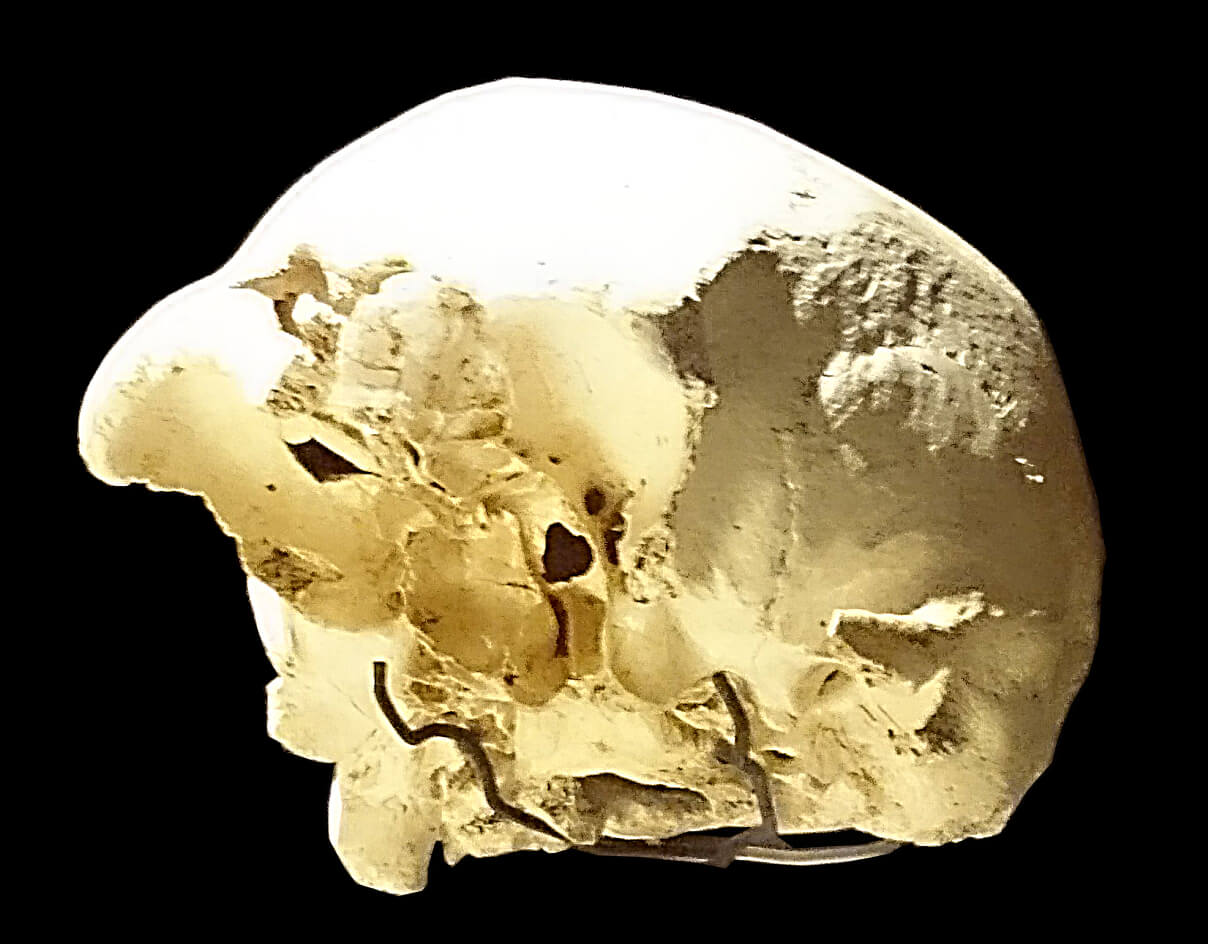
Schedel 4 van de onderzijde bezien

De wenkbrauwwallen zijn goed ontwikkeld met een dubbele welving, maar wel iets doorlopend tussen de oogkassen. Het profiel van het bot is in lengtedoorsnede glad afgerond. Dit lijkt op de Petralonaschedel en de neanderthalers, maar wijkt af van de Kabweschedel of de Tautavelmens. De zone achter de wallen is wat gezwollen, soms met een deuk in het midden.
De beenwal boven de kiezen is onderaan zwak gewelfd. De basis van de jukbeenderen ligt hoger dan bij de neanderthalers, maar lager dan bij de moderne mens. De neuswortel is niet verzonken. De spina nasalis anterior maxillae, het uitsteeksel van de bovenkaken onder de neusopening is tamelijk voorwaarts geplaatst. Dat kan wijzen op een vrij grote neus, maar de prognatie, het vooruitsteken van de bovenkaken, is maar matig ontwikkeld. Er is geen fossa canina. De morfologie van de neanderthalers met een gezwollen gladde zone naast de neusopening, welke zone naar achteren wijkt, ontbreekt echter. Een ander verschil is dat er geen drempel aanwezig is bij de ingang van de neusopening zodat de overgang tussen de clivus en de neusholte glad is. De crista nasalis loopt in de clivus over ter hoogte van de tweede snijtand zonder met de crista spinalis te versmelten of de spina nasalis te bereiken. Ook steken de zijwanden niet bultig in de neusholte uit zoals typisch is voor neanderthalers. Nog een onderscheid is dat de bodem van de neusholte vlak ligt en nooit verzonken of tredevormig. De rijen van de kiezen liggen vrij recht en evenwijdig terwijl de snijtanden nogal vooraan geplaatst zijn wat resulteert in een tamelijk rechthoekig profiel van het bovengebit in onderaanzicht.
De achterste onderzijde van de schedel is, in tegenstelling met de voorste slaapzone die meer samenhangt met de kauwfunctie, in bepaalde opzichten basaler gebouwd dan bij de neanderthalers. De processus mastoidei steken, vooral bij volwassenen, meer naar beneden uit dan de zwak ontwikkelde verheffing van de eminentia juxtamastoidea. De bult van het tuberculum mastoideum anterior ontbreekt geheel. Een basale overeenkomst is echter dat het tympanicum overdwars gericht is. Anders dan bij de Aziatische Homo erectus is de processus styloideus met het basicranium vergroeid. Dit uitsteeksel ligt op één lijn met het foramen stylomastoideum en de fossa digrastica, afwijkend van de toestand bij neanderthalers. De processus postglenoideus is uitzonderlijk groot, meer dan bij neanderthalers of zelfs andere schedels aan H. heidelbergensis toegewezen. De eminentia articularis is echter zwak ontwikkeld, net als bij die andere groepen. Deze kenmerken kunnen samenhangen met een lage positie van de condyle van de onderkaak.

#### Onderkaken

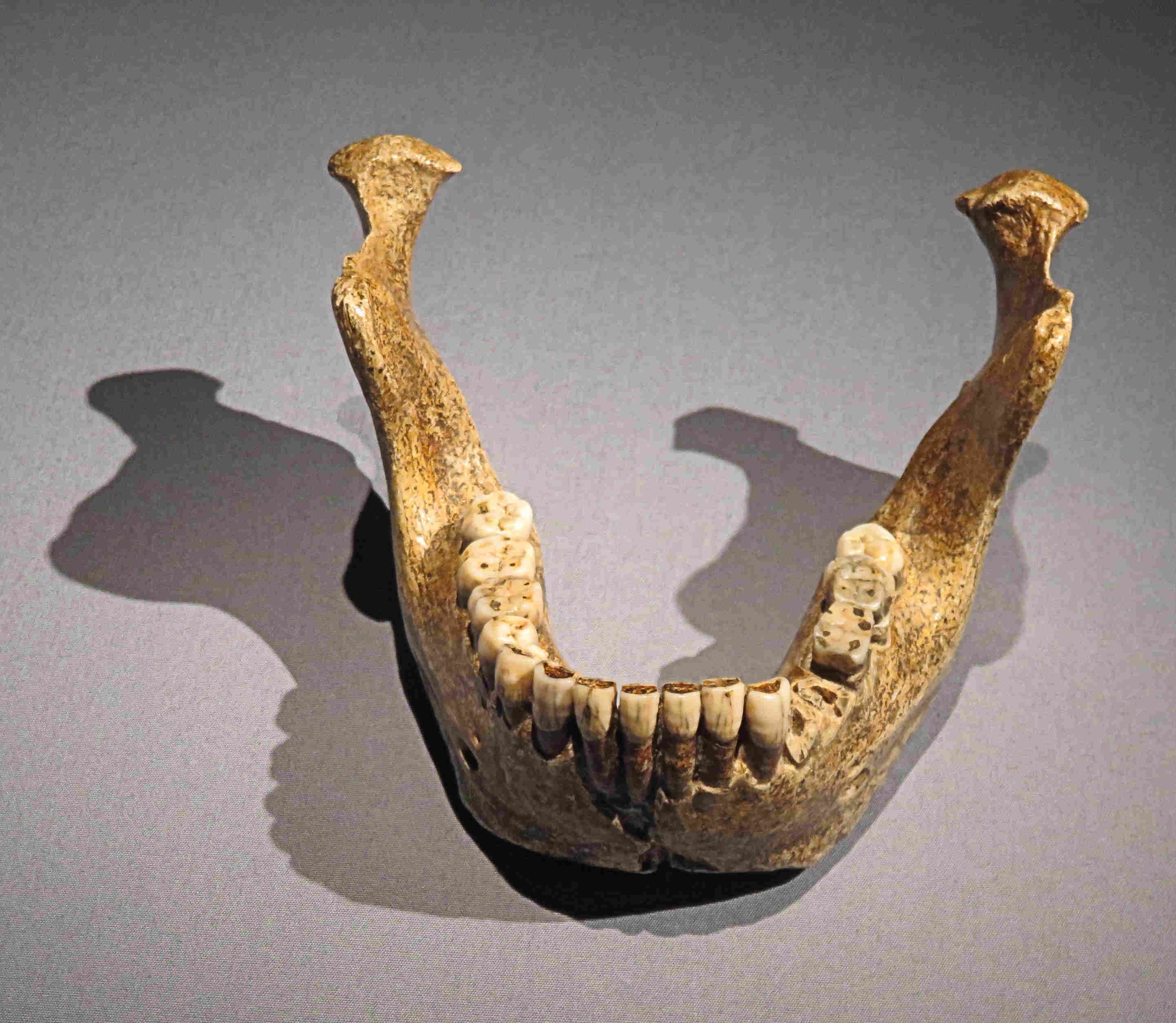
Mauer 1 is een mandibula

Bij de vondsten in de Sima de los Huesos lijken de onderkaken sterk op die van neanderthalers. Op de opgaande tak, de ramus, is de bovenrand asymmetrisch door een lage positie van de condyle, een crista incisura die in de binnenzijde van de condyle steekt, en een goed ontwikkelde buitenste fossa pterygoidea op de binnenzijde van de nek van de condyle. Bij neanderthalers zijn die kenmerken geacht samen te hangen met een specialisatie van de kauwfunctie, met name een betere werking van de musculus pterygoideus medialis.

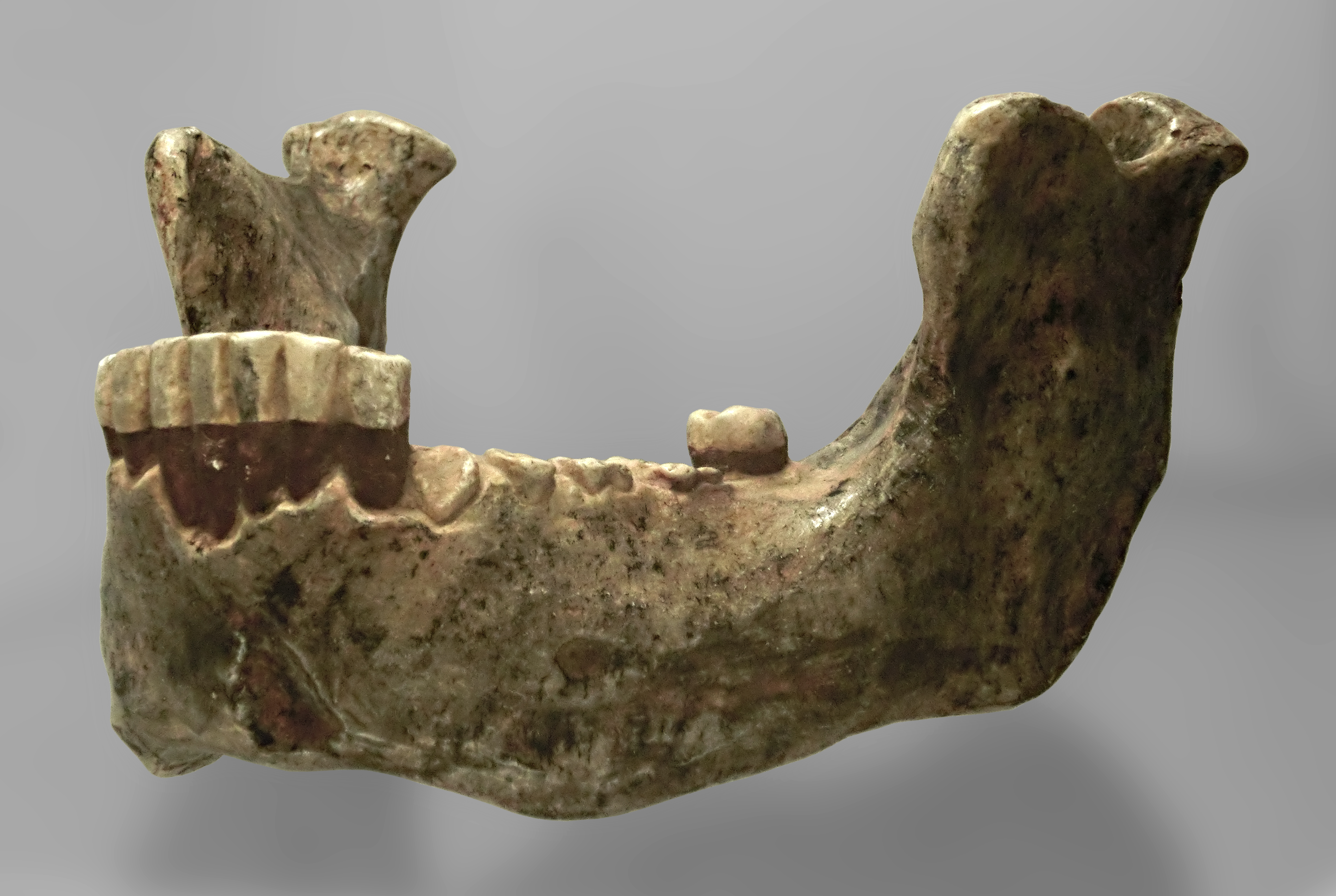
Mauer 1 schuin van voren bekeken

De onderkaken tonen echter volgens de studie uit 2014 meer basale kenmerken zoals een achteraan bredere mandibula en een meer wijkende kin dan bij neanderthalers. De kam in de inkeping tussen de lobben van de condyle doorsnijdt de buitenste lob, het omgekeerde als bij neanderthalers. De typische trede in het bovenprofiel van de ramus van neanderthalerkaken, de gonial angle, ontbreekt. De ramus is smaller, het foramen manibulare is niet ovaal en horizontaal gericht, de lijn van de musculus mylohyodeus staat minder schuin en de groeven in de onderzijde zijn ondieper. In 2023 echter stelde een onderzoek dat nieuwe vondsten in de Sima de los Huesos in dit opzicht dichter bij de neanderthaler stonden en duidelijk verschillend waren van Mauer 1, wat gezien werd als een teken dat die laatste niet op de tak naar de neanderthalers stond en als een dwingende argument de Sima de los Huesos-typen niet bij Homo heidelbergensis onder te brengen.
In 2009 publiceerde Aurélien Mounier een studie naar Mauer 1. Omdat dit het holotype is, kunnen de kenmerken daarvan ook de fylogenetische positie van Homo heidelbergensis bepalen. Er bleken geen afgeleide eigenschappen met Homo sapiens gedeeld te worden en de onderkaak leverde in dit opzicht dus geen direct bewijs op dat H. heidelbergenis vooraf ging aan de splitsing tussen moderne mens en neanderthalers, laat staan dat hij op de tak naar de moderne mens lag. Maar er waren ook slechts een paar afgeleide kenmerken die met de neanderthalers gedeeld werden — de aderopeningen van de foramina mentalia liggen achteraan onder de voorrand van de eerste kies, de horizontale beenrichel van de eminentia lateralis ligt achteraan en het plateau achter de derde kies loopt horizontaal — dus er was ook geen sterk bewijs dat hij op hun tak stond. De in zijaanzicht extreem brede ramus wijst op een basale positie: zowel de moderne mens als de neanderthalers hebben veel smallere rami. Ook basaal is het ontbreken van een kin, die typisch is voor Homo sapiens, maar waarvan de eerste aanzet ook te vinden valt bij de neanderthalers.

#### Gebit
Het gebit van alle mensen uit het latere Pleistoceen van Oost-Afrika, Noord-Afrika, het Midden-Oosten en Europa toont maar weinig fundamentele verschillen, maar er is wel veel detailvariatie waarneembaar. Bij de Sima de los Huesos lijken de tanden veel op die van neanderthalers. Sommige kenmerken komen echter overeen met die van moderne mensen. Daarbij gaat het om de in absolute zin kleinere kiezen, de overeenkomende grootteverhoudingen tussen de kiezen, het vaak afwezig zijn op de kiezen van een hypoconulide en een hypocoon, en de verhoudingen in het knobbelpatroon van de bovenste eerste kies.

#### Postcrania

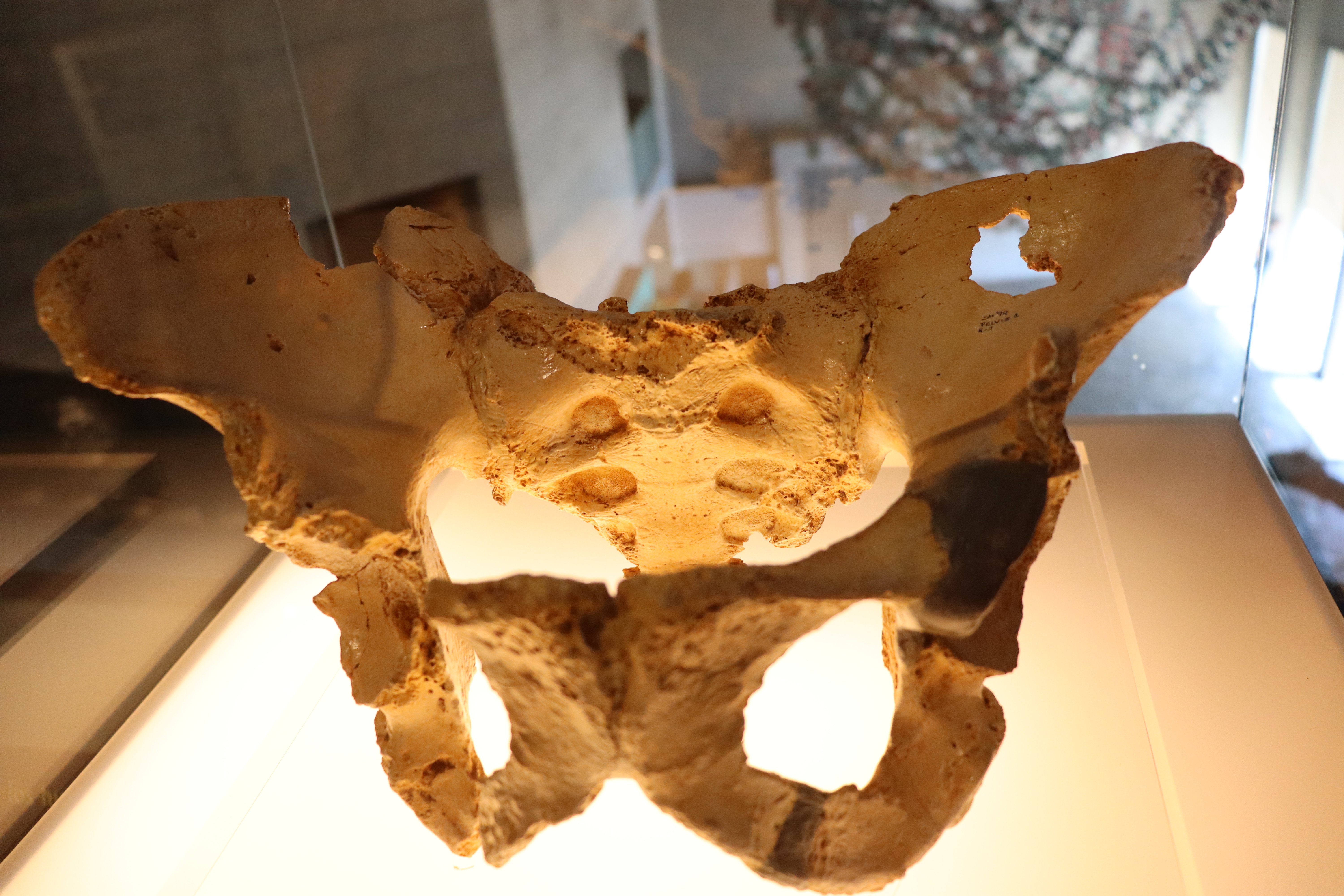
Het bekken

##### Algemene rompbouw
In 2015 werden de postcrania, de botten "achter de schedel", van de Spaanse vondsten beschreven. De studie beklemtoonde dat voor heel Homo rond de 1,6 miljoen jaar geleden een rompbouw bereikt was die tot de moderne mens vrijwel ongewijzigd zou blijven: een grote borstkas met brede schouders boven een breed bekken, een relatief lang lichaam, zware botten, een krachtige musculatuur en een fors lichaamsgewicht. Dat laatste zou direct meetbaar zijn aan de grote dijbeenkoppen. Pas de komst van Homo sapiens na driehonderdduizend jaar geleden zou deze stasis doorbreken door een "smalle bouw" die wel als verklaring is geboden voor het succes van deze soort. Meer noordelijke populaties zouden tijdens de periode van stagnatie zwaarder gebouwd zijn voor een betere kouderesistentie. 
De rompen uit de Sima de los Huesos delen enkele afgeleide kenmerken met de neanderthalers. De S-kromming van de reeks van de lendenwervels is gering. De uiterste bulten van de vingerkootjes zijn breed. De bases van de buitenste middenvoetsbeenderen zijn breed. Ze missen echter ook eigenschappen die typisch zijn voor de klassieke neanderthaler. De zijuitsteeksels van de lendenwervels zijn niet recht naar bezijden gericht. Het gewricht tussen duim en eerste middenhandsbeen is minder zadelvormig. De bovenste tak van het schaambeen is niet extreem dun en plaatvormig.

##### Wervelkolom
De nek is wat kort en breed, wat wel in verband gebracht is met het dragen van een zwaar hoofd. De doornuitsteeksels van de nekwervels staan horizontaal, maar zijn niet verkort als bij neanderthalers. De ribbenkast is breed. In de lendenwervels zijn de doornuitsteeksels opvallend lang en staan schuin naar achteren. De  lordose moet beperkt geweest zijn, gezien de geringe mate van wigvorming van de lendenwervels.

##### Schoudergordel en arm
Het schoudergewricht is relatief hoog en smal. De sulcus axillaris voor de Musculus teres minor staat hoog als bij neanderthalers. De schacht van het sleutelbeen is recht als bij de moderne mens. Homo sapiens toont veel variatie in de wringing van de schacht. Bij de claviculae uit de Sima de los Huesos is, net als bij de neanderthalers, alleen een zogenaamde Type 2-wringing vaststelbaar waarbij het bovendeel van het midden van de schacht naar voren gekromd is.
Het opperarmbeen lijkt sterk op dat van neanderthalers, met een ovale dwarsdoorsnede van de kop, een uitstekende enorme trochanter minor, een smalle tuberositas deltoides met twee spierkammen, een schacht met dikke botwanden, een brede en diepe fossa olecrani, daaromheen een relatief smalle beenzuil, een rechthoekig en breed capitulum humeri als contact met het spaakbeen en een ondiepe trochlea met een lage buitenrand.
Ook de ellepijp heeft een bouw als van neanderthalers met een brede processus olecrani, een basale voorwaartse plaatsing van de incisura trochlearis ulnae die onder alle mensachtigen alleen bij de moderne mens afwijkt, een verticaal uitgebreide incisura radialis ulnae, een korte en stompe kam voor de musculus supinator, een robuuste kam voor de musculus pronator, een stompe crista interossea, een afgeronde en lichtgebouwde schacht en een duidelijke kromming zowel van voor naar achter als van binnen naar buiten. Bij het spaakbeen is de nek meestal lang en lichtgebouwd. De tuberositas radialis is schuin naar voren en binnen gericht. Het element is weinig robuust, maar wel met een kromming overdwars wat wijst op een zeer krachtige musculatuur van de onderarm zoals bij neanderthalers. Sommige radii lijken echter op die van moderne mensen met een rechte robuuste schacht, een tuberositas die naar voren gericht is en een korte robuuste nek.
In de pols zijn de bulten aan de palmzijden van de polsbeenderen sterk ontwikkeld, vooral op het os trapezium en het os hamatum, wat een diepe carpale tunnel schept. Het os pisiforme is inderdaad erwtvormig. Het os lunatum is kort. Het os triquetrum is overdwars breed.
Het eerste middenhandsbeen is zeer mobiel, zoals blijkt uit het zadelvormige gewricht met de duim. Ook het tweede middenhandsbeen kan goed roteren, wat handig kan zijn voor het omvatten van objecten. De duim is robuust met een krachtige aanhechting voor de Musculus opponens pollicis, de spier die een grijpende beweging uitvoert. De eerste vingerkootjes, dus die welke grenzen aan de middenhand, zijn relatief kort, maar de uiterste vingerkootjes die de nagels dragen juist relatief lang. De eerste en middelste kootjes zijn niet gekromd met brede trochleae en missen aldus speciale aanpassingen aan het klimmen. De uiterste kootjes hebben brede uiteinden voor de verankering van de nagels. De bouw van pols en hand als geheel duidt op zowel een krachtgreep om objecten te omklemmen als een precisiegreep, fijn genoeg om kleine werktuigen te manipuleren. Die grepen worden ondersteund door een robuuste duim en krachtige buigende spieren.

##### Bekken en been

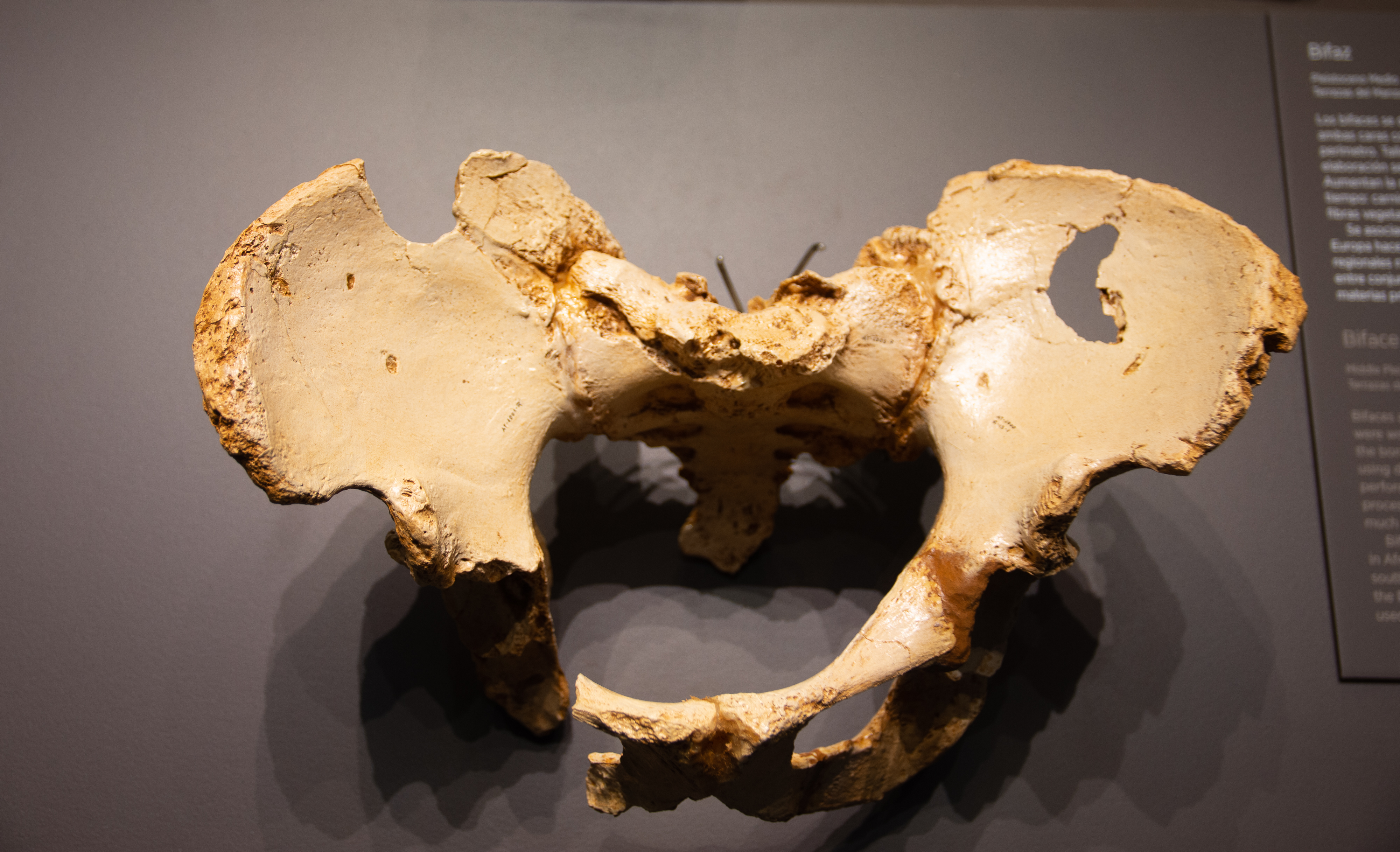
Een mannelijk bekken

Het bekken is basaal gebouwd, opvallend robuust met een stevige verbinding tussen heiligbeen en de darmbeenderen. Zijn afmeting in absolute zin is ook aanzienlijk. Zowel de totale hoogte als de breedte liggen duidelijk boven de gemiddelde waarden bij de moderne mens. De richel tussen het heupgewricht en de bovenrand van het darmbeen is vooraan geplaatst, de fossa supraacetabularis is goed ontwikkeld en de bovenste tak van het schaambeen is niet dik als bij Homo sapiens, maar een dunne rechthoekige plaat. Die plaat is echter dikker dan bij de neanderthalers. Met die groep wordt echter de eigenaardige eigenschap gedeeld, verder uniek voor mensachtigen, dat de spina iliaca anterior inferior naar binnen gedraaid is en uitgehold wordt op de binnenzijde door een groeve voor de musculus iliopsoas.
Het dijbeen heeft een basale bouw, typisch voor alle soorten van Homo met uitzondering van de moderne mens. De dijbeennek is lang en van voor naar achter matig afgeplat. De schacht is bovenaan overdwars breed. De hoek tussen schacht en nek is laag. De richels voor de bilspieren zijn groot. De groeven onder de trochanter major zijn goed ontwikkeld evenals de bovenste zijkam. Een echte pilaster ontbreekt. De minimale schachtdiameter ligt erg laag. De botwanden zijn dik.
Ook het scheenbeen lijkt op dat van de neanderthaler. De bovenste schacht is sterk naar achteren gewrongen. De bovenste condylen liggen achterwaarts ten opzichte van de lengteas van de schacht. De bovenste en onderste gewrichtsvlakken zijn plat. Bij een kwart van de volwassen Sima de los Huesos-exemplaren is de onderste binnenste malleolus matig sterk ontwikkeld en zijn er slijtfacetten op zichtbaar die wijzen op een hurkende houding waarbij de enkel sterk naar boven gekromd wordt. Zo'n houding kan zijn aangenomen voor het verwerken van voedsel of het bewerken van stenen. Overeenkomende slijtage is gemeld bij neanderthalers. Het kuitbeen is robuust, het bovenste bereik van de moderne mens overlappend.
Het sprongbeen wijkt af doordat het facet voor de peroneus breder en de kop duidelijk smaller is dan bij zowel neanderthalers als moderne mensen. Een overeenkomst met neanderthalers is dat de trochlea breed is met evenwijdige zijden in plaats van smal en wigvormig als bij Homo sapiens. De trochlea is ook basaal hoog zodat in de enkel een veel grotere beweging naar beneden of boven mogelijk is vergeleken met de moderne mens. Het hielbeen is breed en heeft een nog sterker uitstekend sustentaculum tali dan bij de neanderthaler. De middenvoet is weinig afwijkend, maar het derde tot en met vijfde middenvoetsbeentje heeft een verbrede basis net als bij neanderthalers. Een andere overeenkomst is dat de schachten van de bovenste teenkootjes sterk ontwikkeld zijn en dat het uiterste kootje van de grote teen flink verbreed is.

### Huidskleur en beharing

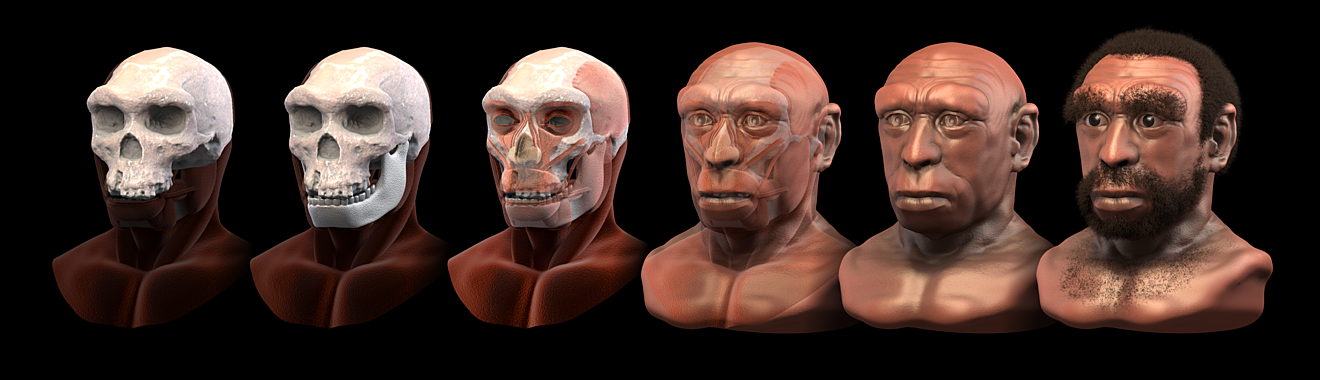
Stappen van een reconstructie van Homo heidelbergensis

Soms wordt aangenomen dat Homo ergaster de eerste mens was met een zwarte huid, samenhangend met een verlies aan vacht om beter te kunnen zweten. Tegenwoordig toont de moderne mens een enorme variatie in pigmentatie, maar het verband met de hoeveelheid haar is gering. DNA-onderzoek geeft zekere aanwijzingen dat de huid van de neanderthalers variabel van kleur was met vaak bruine haren en ogen. Als de term Homo heidelbergensis gebruikt wordt voor de directe voorlopers van neanderthalers, is de eenvoudigste interpretatie dat die een soortgelijk uiterlijk bezaten. Ze moeten dan bleker geworden zijn ten opzichte van hun voorouder Homo ergaster, wellicht om in minder zonnige streken beter de essentiële vitamine D te kunnen aanmaken in de huid teneinde rachitis te voorkomen. Meestal wordt niet aangenomen dat weer een dichte vacht ontwikkeld werd als koude-aanpassing.
De populaties in het oosten van Afrika leefden in een gebied waar tegenwoordig een donkere huid dominant is, bij veel groepen die niet bijzonder nauw aan elkaar verwant zijn. Dat suggereert dat de Homo rhodesiensis-tak als afstammeling van Homo ergaster ook zwaar gepigmenteerd was, misschien als bescherming tegen de sterke uv-straling. Die tak schijnt de moderne mens te hebben voortgebracht. Dat de noordelijke populaties daarvan veel blanker zijn, wordt meestal verklaard door een relatief recent verlies aan pigment na een invasie van Eurazië, niet door een vermenging met restpopulaties van Homo heidelbergensis aan te nemen.

## Levenswijze

### Habitat

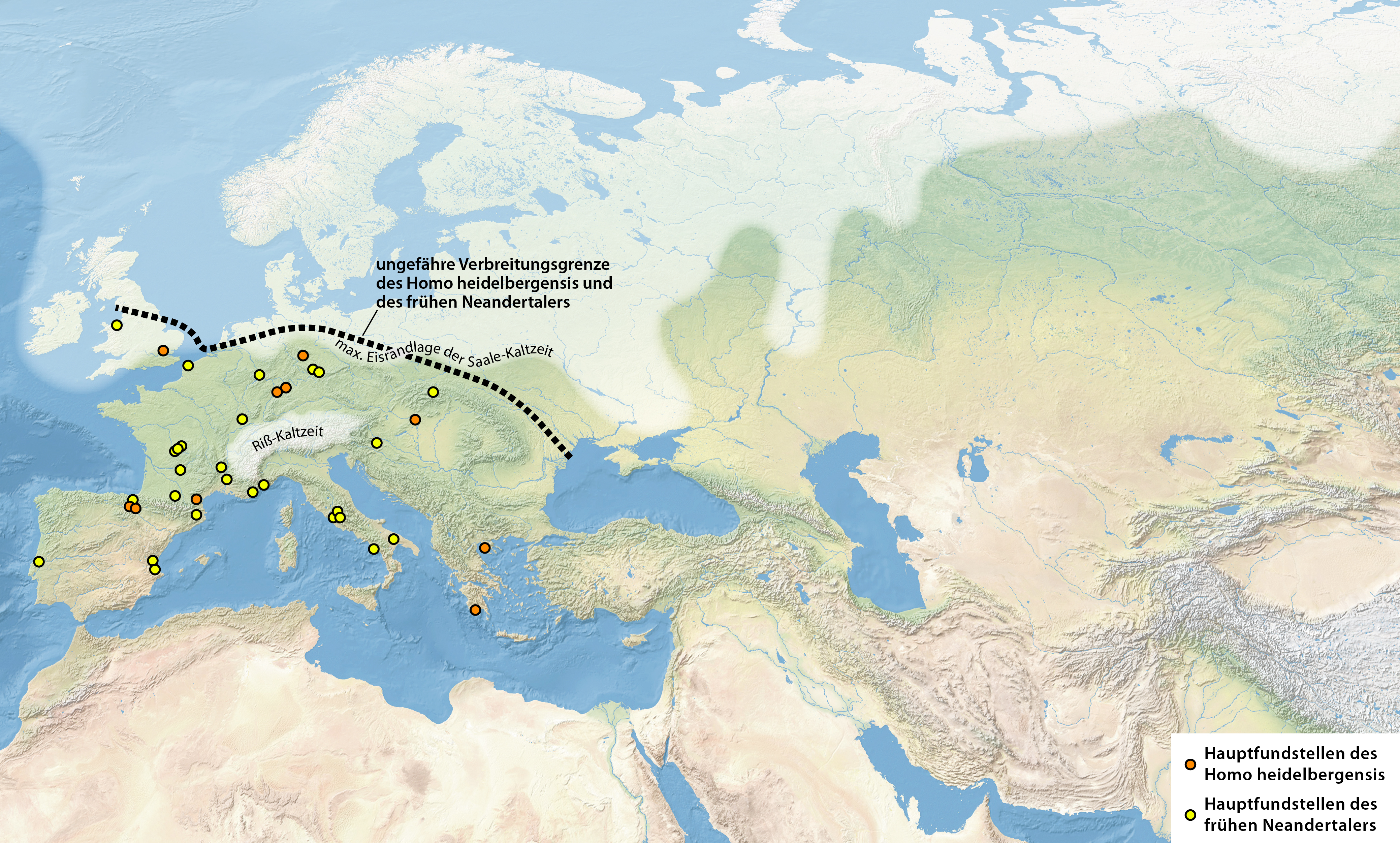
In het noorden reikte het leefgebied wellicht tot de noordelijke ijskap

Het leefgebied van de Homo erectus-groep was zeer groot. Het besloeg vrijwel de hele Oude Wereld. Homo heidelbergensis gezien als de latere westelijke tak van die groep bewoonde ook aanzienlijke gebieden: het zuiden van Europa, het grootste deel van Afrika en wellicht het Midden-Oosten hoewel de verbreiding richting Siberië, Kaukasus en het Indisch subcontinent door gebrek aan eenduidige vondsten nog zeer onzeker is.
De implicatie is dat de habitat in ruimte en tijd een grote variatie moet hebben getoond. Tussen een miljoen en tweehonderdduizend jaar geleden waren er grote wisselingen in het wereldklimaat, mede door de ijstijden. De door Homo heidelbergensis in ruimere zin bewoonde klimaatzones omvatten de tropen en de gematigde zone tot aan de poolgebieden. Allerlei landschappen waren daar aanwezig: savannes, tropische bossen, steppen, woestijnen, bergen, loofwouden en naaldwouden. Het is de vraag of een toendra bewoond werd; wellicht kromp het leefgebied in koudere fasen in zuidelijke richting. Er was een zeer variabele flora maar ook fauna. Door een snelle evolutie in het Pleistoceen, vooral bij verschillende groepen zoogdieren, moeten de faunae ook in de tijd sterk gevarieerd hebben. 
Dat de lichaamsbouw al die tijd vrij stabiel was, kan een teken zijn dat Homo heidelbergensis als een succesvolle generalist aan allerlei omstandigheden was aangepast. De stagnatie is wel verklaard door aan te nemen dat technische en culturele ontwikkeling een verandering in bouw overbodig maakte. Noordelijke populaties waren wel wat meer gedrongen. Pas tegen het eind van de periode begint de lichaamsbouw zich te specialiseren. In het noorden ontwikkelt zich de klassieke neanderthaler met zeer grote hersenen; in Afrika ontstaat Homo sapiens met een slankere bouw. Tegelijkertijd versnellen de culturele ontwikkelingen. Uiteindelijk wordt de neanderthaler door de moderne mens vervangen. Het is omstreden hoe al die factoren samenhangen.
Het is de vraag hoe groot het aantal individuen was van de verschillende populaties. Meestal wordt voor jager-verzamelaars met een laag technologisch niveau aangenomen dat de bevolkingsdichtheid niet hoger lag dan één individu op zo'n honderd vierkante kilometer. Hoewel miljoenen vierkante kilometers bewoond werden, moet in dat geval het bevolkingsaantal in niet meer dan tienduizenden kunnen zijn gemeten, hoogstens een paar honderdduizend voor het hele territoir. Tussen 560 000 en 360 000 jaar geleden zou West-Europa als geheel afhankelijk van het klimaat maximaal tussen dertienduizend en vijfentwintigduizend mensen hebben kunnen voeden.
DNA-onderzoek wees erop dat de tak die direct naar de moderne mens voert tussen negenhonderdduizend en achthonderdduizend jaar geleden door droogte een populatieflessenhals doormaakte die de hele afstammingslijn tot rond 1280 personen met huidige nakomelingen reduceerde. Die tak moet dus op de rand van uitsterven hebben gebalanceerd. De bottleneck kan de zeldzaamheid van menselijke fossielen uit die periode verklaren.

### Voedsel en jacht

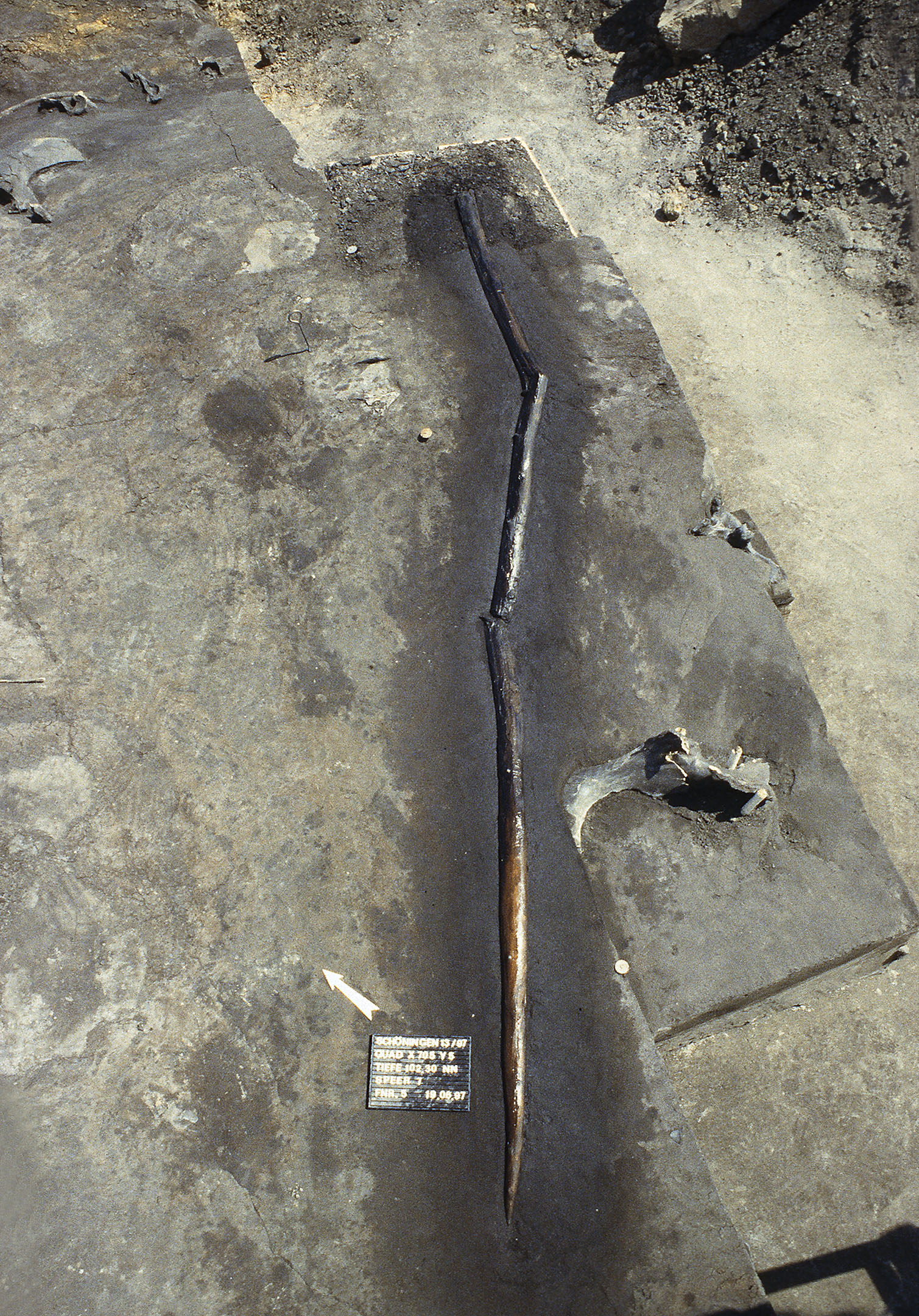
Schöningen speer VII

Chimpansees jagen maar alleen op kleine dieren. Hun laatste gemeenschappelijke voorouder met de mens toonde vermoedelijk hetzelfde gedrag. Op een bepaald punt in de menselijke evolutie moeten ook grote dieren aan het dieet zijn toegevoegd. Dat punt heeft men wel eens bij Australopithecus africanus willen leggen of bij Homo habilis. Later begreep men dat zulke soorten, ter grootte van een lagere schoolkind, niet regelmatig grote prooien konden doden. Pas Homo ergaster had een voldoende sterke lichaamsbouw om het tegen grotere dieren op te kunnen nemen, ook in conflicten met concurrerende roofdieren. Bij Homo heidelbergensis kan er geen twijfel bestaan dat hij op groot wild joeg. Botresten van dieren, zoals wilde herten, paarden, olifanten, nijlpaarden, neushoorns, waar door het slachten veroorzaakte snijsporen op voorkwamen, zijn op verschillende locaties samen met fossielen van H. heidelbergensis gevonden. Dat geldt voor zowel Europa als Afrika. In Europa werden vooral herten gegeten, in Afrika runderen en paardachtigen. Snijsporen zouden ook op aas aanwezig kunnen zijn geweest, maar van sommige prooidieren zijn zulke grote concentraties gevonden dat ze alleen door actieve jacht kunnen zijn opgehoopt. Bepaalde vindplaatsen lijken een specialisatie in prooien te tonen, zoals olifanten die door drijfjacht in een moeras lijken te zijn gedreven.
Bij Homo ergaster duiken individuen op, zoals de befaamde Turkana Boy, die een zeer atletische bouw bezaten, lijkend op de gemiddelde getrainde moderne mens. Zulke personen zouden in staat geweest zijn uren achter prooien aan te rennen om ze te doden als ze oververhit waren geraakt. Die bouw was echter in Afrika noch Europa de norm. De meeste volwassen mannen van Homo heidelbergensis waren gedrongen en zwaar gespierd met korte benen. Dat was een ideaal postuur om hinderlagen te leggen teneinde in een korte sprint de prooi te overvallen. Die kon dan afgemaakt worden met stootsperen die in een stevige onderhandse greep werden vastgehouden. De bouw van het schouderblad, opperarmbeen en spaakbeen wijst daar ook op. Speren konden ook overhands worden geworpen. Direct bewijs voor dit alles vormen de vierhonderdduizend jaar oude houten werp- en jachtsperen gevonden op de archeologische site van Schöningen, Duitsland, die aangetroffen werden met stenen werktuigen en de overblijfselen van meer dan tien geslachte paarden. De speerpunten waren door vuur gehard.
In deze periode zouden veel zoogdieren uitsterven maar ook ontstaan. Uiteindelijk zou de Megafauna grotendeels verdwijnen. Omstreden is in hoeverre de jacht door de moderne mens daaraan heeft bijgedragen. Nog lastiger is het om te toetsen wat de rol van Homo heidelbergensis is geweest.
Kannibalisme is bekend van Homo antecessor en verder van de neanderthalers en de moderne mens. Goed bewijs bij Homo heidelbergensis ontbreekt echter, vermoedelijk door het algehele gebrek aan vondsten.
Mensen kunnen niet meer dan zo'n dertig percent van hun energie uit eiwitten halen daar een hogere fractie de nieren beschadigt. Dierlijk vet is een uitstekende energiebron, maar veel prooidieren moeten vrij mager vlees gehad hebben. De meeste moderne menselijke populaties eten voornamelijk planten. Suikerrijk fruit, vette noten en zaden en zetmeelhoudende knollen en wortels hebben de voorkeur, maar het is mogelijk op geschikte bladeren en grassen te overleven. Ongetwijfeld at ook Homo heidelbergensis planten, maar er zijn weinig gegevens over. Krassen op het tandglazuur wijzen erop dat het merendeel van het voedsel uit vrij taai plantenmateriaal bestond.

### Technologie
De mens is de eerste en enige technologische soort waarvan het bestaan zeker is. Homo heidelbergensis vormt de directe aanloop naar de snelle technologische ontwikkelingen in het late Pleistoceen. Door een gebrek aan vondsten is weinig bekend over deze aanloopfase, maar door nieuwe ontdekkingen schuiven de oudste voorkomens van meer geavanceerde technieken steeds verder het verleden in.

#### Werktuigen

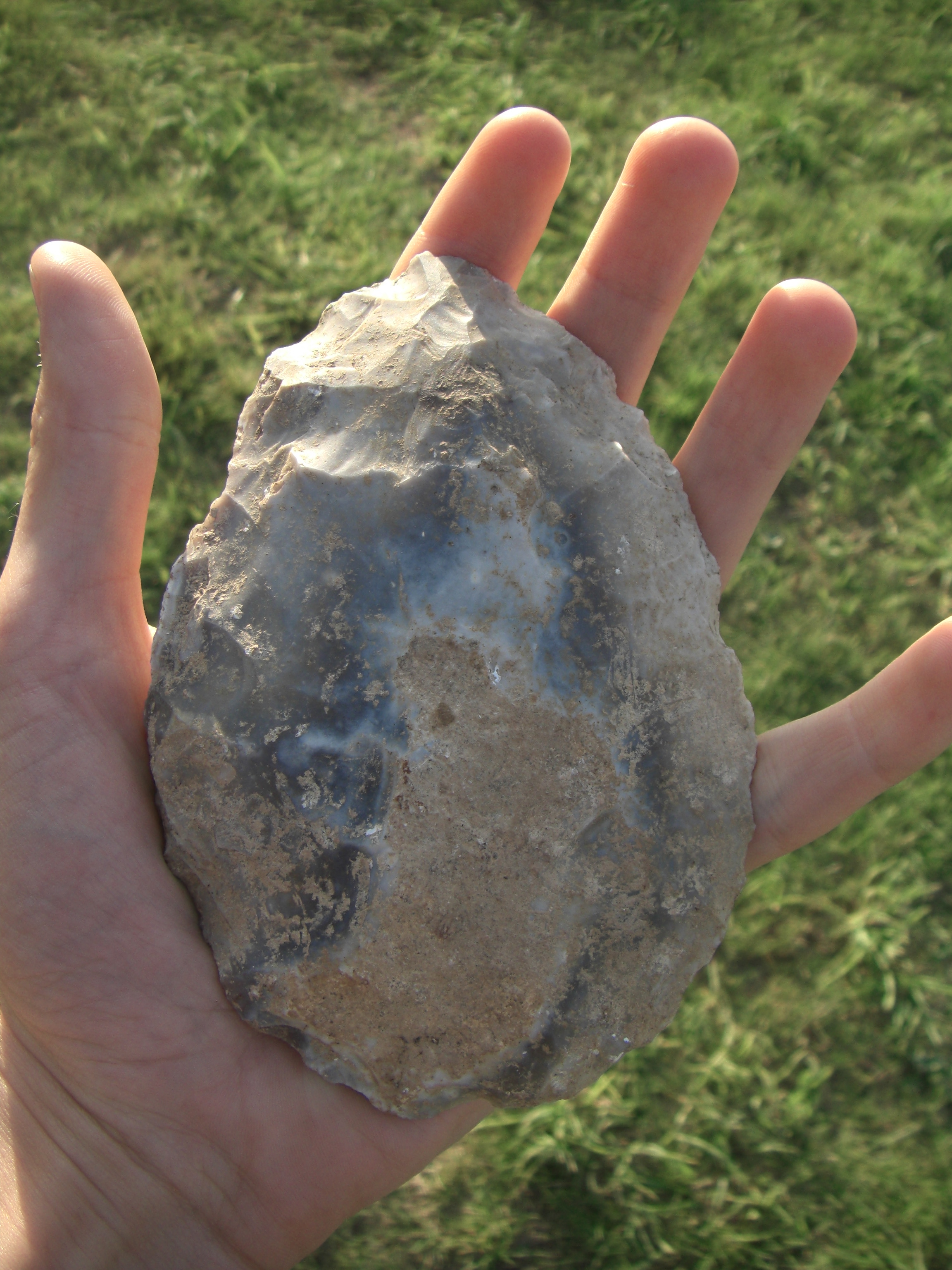
Een handbijl uit Boxgrove

Homo heidelbergensis bediende zich van stenen werktuigen van het Acheuléen-type (Mode 2), zoals deze al sinds lang door zijn voorganger Homo ergaster gemaakt werden. Deze cultuur kenmerkte zich door de fabricage van vuistbijlen. Lange tijd veranderden die nauwelijks van vorm. De techniek leek ook nauwelijks in Azië door te dringen, over de Moviuslijn. Deze stagnatie is wel verklaard door geringe cognitieve capaciteiten aan te nemen. H. heidelbergensis zou slechts instinctief vuistbijlen hebben kunnen maken en pas de moderne mens zou tot echte creativiteit in staat zijn geweest. Een andere interpretatie is dat een versnellende culturele evolutie nu eenmaal een langzame eerste fase impliceert. 
Het vroege Acheuléen, ouder dan 1,1 miljoen jaar, was ook wat simpeler. Rond dat tijdstip ontstond in Afrika de gewoonte voorraden van afslagen aan te leggen die in een opvolgende productiefase verder konden worden bewerkt. Rond de zeshonderdduizend jaar geleden bereikte deze methode Europa. Psychologische experimenten toonden aan dat moderne proefpersonen niet in staat bleken door pure observatie deze techniek onder de knie te krijgen. Kennelijk was daartoe langdurige oefening en/of instructie vereist. Dat laatste zou vergemakkelijkt kunnen zijn door een gesproken taal. De Engelse vindplaats van Boxgrove leverde werktuigen op van de tweede productiefase.
Rond de driehonderdduizend jaar geleden ontwikkelde Homo heidelbergensis deze techniek verder, waarbij de zogeheten Levallois-werktuigen gemaakt werden door stukken van stenen af te hakken, net zo lang totdat ze een brede vlakke vorm hadden. Vervolgens gaf de maker een harde klap op de bovenkant van de steen en sloeg zo een groot stuk af. Ze gebruikten Levallois-werktuigen om vlees en plantaardig voedsel te snijden en misschien ook als speerpunt.
In Kenia zijn een half miljoen jaar oude klingen gevonden, de oudste die van die techniek bekend zijn.

#### Gebruik van vuur
Het voorkomen van Homo heidelbergensis valt samen met de oudste goede bewijzen voor de menselijke vuurbeheersing. De beheersing van het vuur biedt enorme voordelen. Het kan dienen ter verwarming, verlichting, braden, garen van plantaardig voedsel, afschrikken van roofdieren, het harden van hout, het branden van pigmenten, het opjagen van prooien en het scheppen van een meer open landschap met een hogere prooidichtheid. Vuur maakt het mogelijk veel meer energie en voedingsstoffen uit een bepaalde habitat te winnen. Wellicht was het een voorwaarde zich tijdens ijstijden in noordelijke gebieden te handhaven. Vermoedelijk hing dit samen met het maken van warme kleding uit huiden en bont. Daar bestaan maar weinig gegevens over. Homo heidelbergensis werd vermoedelijk niet bedekt door nauwsluitende kledingstukken. De kleerluis lijkt zich pas zo'n honderdduizend jaar geleden te hebben afgesplitst van de hoofdluis en de oudste gevonden benen naalden zijn nog jonger.
Het is echter lastig vuurgebruik te bewijzen. Natuurlijke branden en de degeneratie van koolstofhoudende plantenresten kunnen de illusie scheppen dat een vuurplaats aanwezig was. Allerlei claims over zeer oud vuurgebruik zijn later door andere onderzoekers verworpen. De rijke vindplaatsen van de Sima de los Huesos tonen geen eenduidige aanwijzingen voor het beheersen van vuur. Het is wel geopperd dat alleen door verhitting voldoende koolhydraten uit wortels en knollen konden worden gehaald om grote hersenen te voeden. Dat is zeer omstreden: lang voor regelmatig vuurgebruik nam het brein al in omvang toe.
De door vuur gewijzigde gereedschappen en verbrand hout gevonden op de vindplaats van Gesher Benot Ya-aqov in Israël, waarvan de ouderdom geschat wordt op circa 790 000 jaar, zijn aangevoerd als bewijs dat H. heidelbergensis in staat was controle te hebben over het vuur. Tegen de driehonderdduizend jaar geleden worden de aanwijzingen voor vuurbeheersing veel talrijker. Dat nadert het opduiken van meer klassieke neanderthalers en archaïsche Homo sapiens.

#### Nederlandse vondsten
Pieter Stoel en Freek Busschers (TNO) onderzochten in 2010 vuurstenen voorwerpen en de geologie van hun vondstlagen uit het Utrechtse Woerden. De voorwerpen hebben waarschijnlijk een ouderdom van minstens 370 000 en misschien 600 000 jaar en kunnen daarom gemaakt zijn door Homo heidelbergensis. Deze vondsten zijn ouder dan die uit de regio Maastricht, de tot nu toe oudste Nederlandse artefacten. Die laatste voorwerpen behoorden toe aan mensen die hier 250 000 tot 300 000 jaar geleden hun kampementen opsloegen. Of ze van neanderthalers waren of van mensen van het Homo heidelbergensis-type is nog onduidelijk. Voor de neanderthalers zijn de voorwerpen aan de oude kant, terwijl ze voor Homo heidelbergensis aan de jonge kant zijn.

#### Belgische vondsten

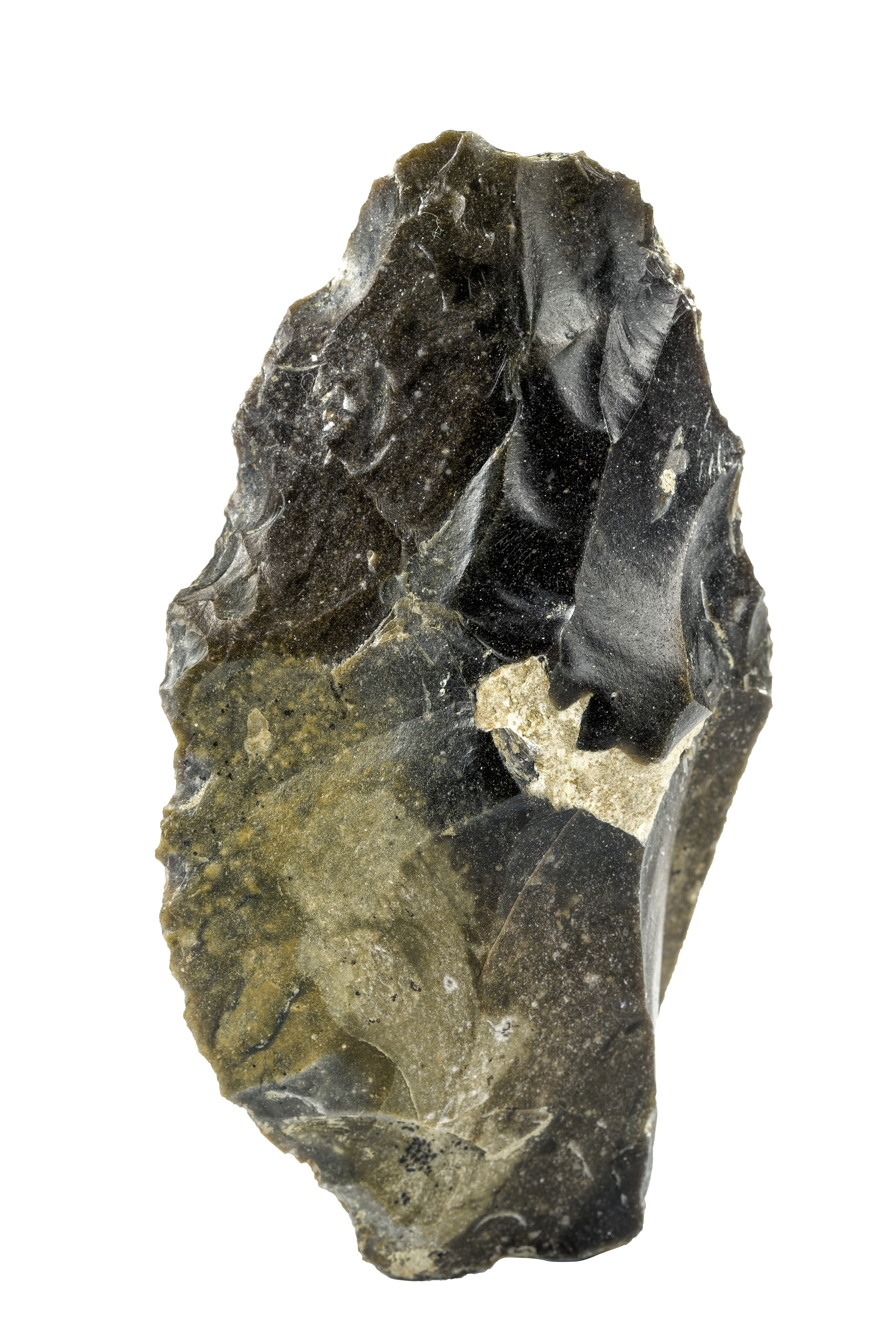
Atypische vroegpaleolithische vuurstenen vuistbijl, 500.000 tot 390.000 jaar oud, opgegraven te Kesselt Op de Schans, collectie van de KU Leuven, Gallo-Romeins Museum (Tongeren)

In België zijn geen fossiele resten van Homo heidelbergensis gevonden, maar wel vuurstenen werktuigen die op basis van hun ouderdom zeker door Homo heidelbergensis gemaakt en gebruikt geweest zijn. De vindplaatsen bevinden zich in twee gebieden: het Beneden-Maasbekken (Kesselt) en het Henebekken (Mesvin, Spiennes en Masnuy-Saint-Jean). Dat is geen toeval, want in beide gebieden komt overvloedig vuursteen voor, een gesteente dat door zijn hardheid van vlijmscherpe snijranden voorzien kan worden. De Acheuleaanwerktuigen van Kesselt Op de Schans, waaronder een vuistbijl, zijn minstens 390 000 en mogelijk zelfs 500 000 jaar oud.

### Sociaal en cultureel gedrag

#### Voortplanting

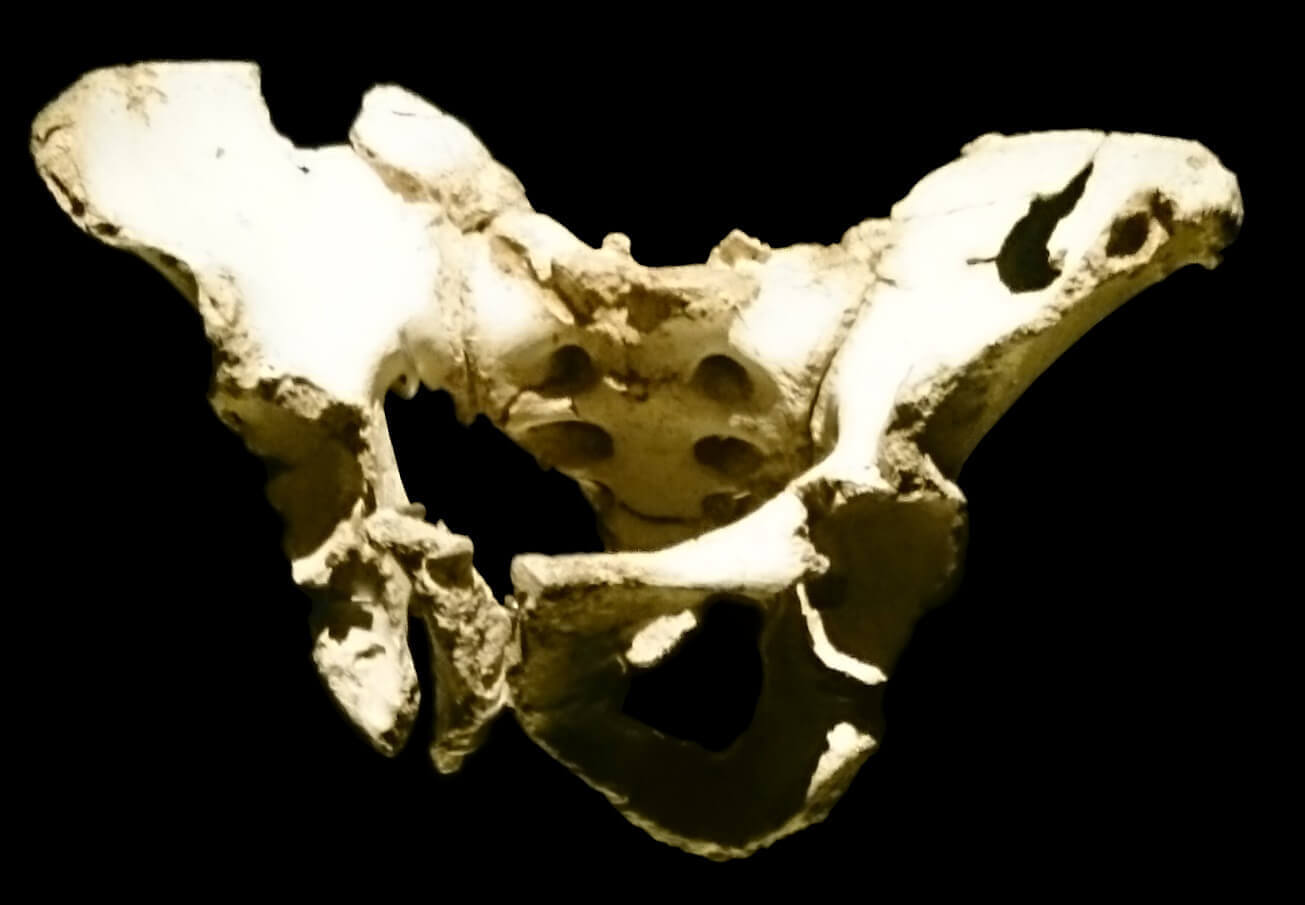
SH Pelvis 1

Het brede bekken is wel gezien als een teken dat de borelingen zonder draaiing gebaard werden. Het mannelijke bekken SH Pelvis 1 echter heeft een breedte van voor naar achter welke die van moderne mannen overstijgt; als vrouwen vergelijkbare proporties hadden zou dat een rotatie mogelijk hebben gemaakt. Kinderen hebben dezelfde bouw van bovenste en onderste ledematen als volwassenen.
Peuters uit de Sima de los Huesos werden rond de tweeënveertig maanden gespeend, zoals blijkt uit afwijkingen in hun tandglazuur, hypoplasie, die dan regelmatig opduiken. Dit is ook een teken dat men vaak moeite had de kinderen te voeden.
Bij de Sima de los Huesos ligt de mate van seksuele dimorfie, in het bijzonder het verschil in grootte tussen mannen en vrouwen, niet hoger dan bij de moderne mens. Dit kan een aanwijzing zijn dat monogame paren gevormd werden.

#### Zorg
Sinds 1976 hebben Spaanse wetenschappers van de Universidad Complutense te Madrid in de grot van Sima de los Huesos veel fossielen van Homo heidelbergensis opgegraven. Een van de skeletten betrof een tienjarig kind. Een Spaans team onder leiding van antropoloog Ana Garcia ontdekte dat het kind al vanaf de geboorte ernstig gehandicapt was. Het leed aan craniosynostose. In tegenstelling tot gezonde pasgeborenen zijn de schedelnaden grotendeels aan elkaar gegroeid. De schedel is hierdoor niet meer flexibel genoeg om plaats te maken voor de groeiende hersenen. De gevolgen zijn niet alleen een ander uiterlijk, maar ook mentale retardatie. Dat het kind niet aan zijn lot overgelaten werd en tien jaar oud kon worden, geeft aan dat het verzorgd werd. Verzorging is een typisch modern menselijk gedrag dat Homo heidelbergensis dan al getoond zou hebben.

#### Begrafenisrituelen
Aanwijzingen dat ze hun doden ritueel begroeven lijken er op het eerste gezicht niet te zijn. De skeletvondsten die aangetroffen werden in de grot Sima de los Huesos geven aan dat ze hun doden als afval behandelden. Ze werden samen met ander afval, zoals botten van dieren, in een diepe rotsspleet gegooid. Dat is echter toch een meer gestructureerde behandeling dan het gewoon laten liggen. Het opruimen van kadavers kan tot doel gehad hebben de stank te verminderen of te voorkomen dat roofdieren aangetrokken werden. Opvallend is dat botten van kinderen in deze spleten ontbreken.

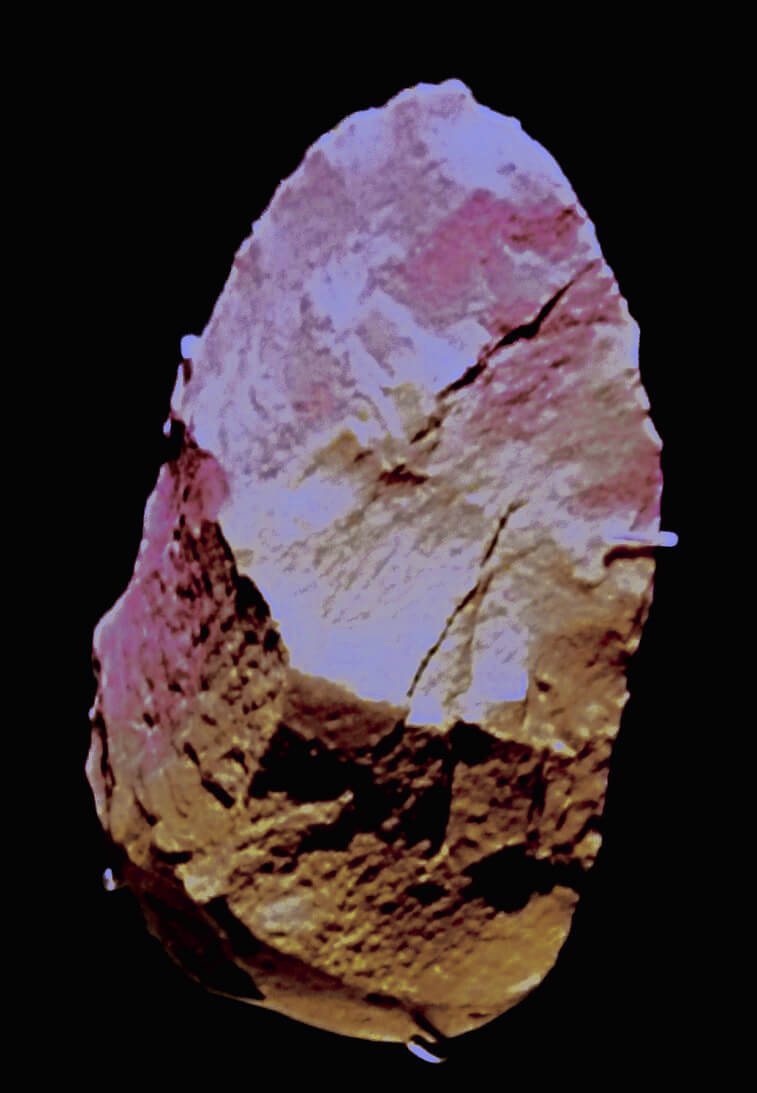
De vuistbijl die een grafgift zou zijn

In 2006 stelden Eudald Carbonell en Marina Mosquera dat er toch een rituele bijzetting plaatsvond. Ze hadden namelijk een vuistbijl van hoge kwaliteit, van zeldzaam kwartsiet, in de spleet aangetroffen, wat ze zagen als een symbolische grafgift. Dat zou een teken kunnen zijn dat H. heidelbergensis al tot symbolisch denken in staat zou zijn geweest. Begrafenisrituelen zijn van latere neanderthalers veelvuldig bekend en de moderne mens leeft zich uit in allerlei symboliek. De eenvoudigste verklaring is dat hun gemeenschappelijke voorouder ook al een zekere capaciteit had op dit vlak.

#### Kunst
De mens heeft geen sterke genetische aanleg voor de beeldende kunsten. Een gemiddeld tweejarig kind is een cognitief wonder. Het heeft, voornamelijk door passief te luisteren, de syntaxis van een taal leren beheersen, is bezig een enorme woordenschat op te bouwen, begrijpt al veel over de normen en waarden van de samenleving, kan over een rijk gevoelsleven communiceren, uit zich in liedjes, en toont in spelgedrag een heel aardige motoriek. Datzelfde "genie in het lichaam van een dreumes" komt, wanneer voorzien van een vel papier en tekenmateriaal, meestal niet verder dan het produceren van wat krassen, hetzelfde niveau als van een chimpansee. Het maken van een cirkeltje is al een hele doorbraak.

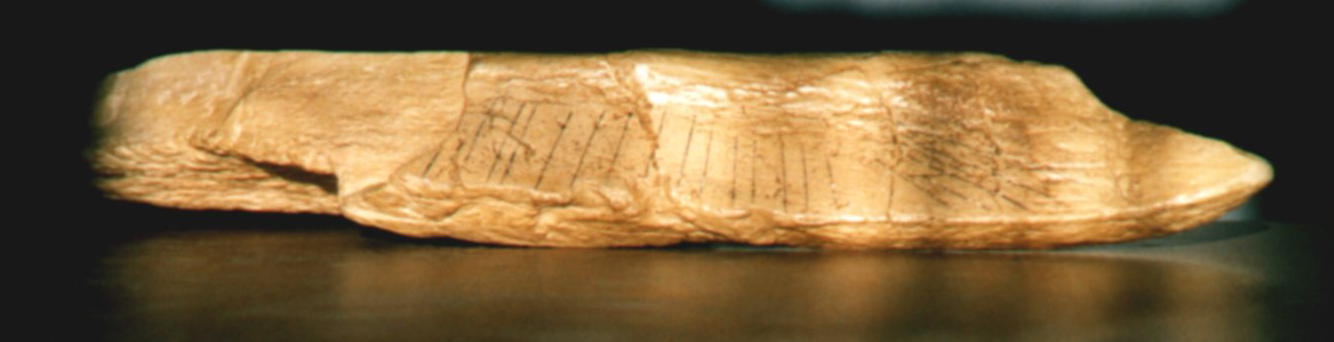
Een replica van een driehonderduizend jaar oud bekrast scheenbeen van een olifant bij Bilzingsleben

Evenzeer lijken de beeldende kunsten zich bij Homo heidelbergensis maar zeer langzaam ontwikkeld te hebben. Het aantal vondsten op dit gebied beperkt zich tot een paar dozijn. Die dragen daarbij een heel simpel karakter. Eerdere claims dat kralen gevonden zouden zijn blijken op vergissingen gebaseerd te zijn geweest. De duidelijkste voorwerpen bestaan uit stukken bot waarvan een gedeelte van de botwand is verwijderd waardoor een glad oppervlak ontstaat waarin dan talrijke evenwijdige kervingen zijn aangebracht. Het doel van zulke bewerkingen is onduidelijk. Omstreden is of er sprake is van een symbolische uiting, laat staan van "kunst". Soortgelijke objecten zijn bekend van neanderthalers. Van de Javamens is één schelp aangetroffen met een patroon van kervingen. Beeldjes of rotsschilderingen zijn van Homo heidelbergensis onbekend. Dit gebrek aan kunstzinnige uitingen kan verklaard worden door aan te nemen dat er simpelweg niets te uiten viel omdat de psyche van de soort een culturele, sociale, politieke of religieuze symbolische dimensie miste. Een andere mogelijkheid is dat Homo heidelbergensis die wel degelijk bezat, maar erg beperkt was in het uitbeelden ervan.
Pigmenten kunnen niet alleen gebruikt worden om te schilderen, maar ook om te beschilderen: de huid en botten kunnen gekleurd worden. Dat is relevant omdat er een pigment bekend is, namelijk het ijzerhoudende rode oker, dat door moderne culturen vaak gebruikt is als symbool voor bloed, leven en onsterfelijkheid. Het pigment kan gewonnen worden uit sommige aardlagen, maar ook vervaardigd door gele oker te branden. De oudste bekende vondsten betreffen twee klompen rode oker, een half miljoen jaar oud, die zijn aangetroffen in een vindplaats van de Olduvaikloof. Op de vindplaats van Terra Amata zijn vijfenzeventig klompen oker gevonden die verschillende stadia van verhitting toonden, wat een spectrum van geel tot oranje naar rood opleverde. Dat zou erop kunnen wijzen dat die kleurconcepten zich al psychologisch of taalkundig ontwikkeld hadden. Individuen kunnen zich met rode oker ingesmeerd hebben.

#### Schuilplaatsen

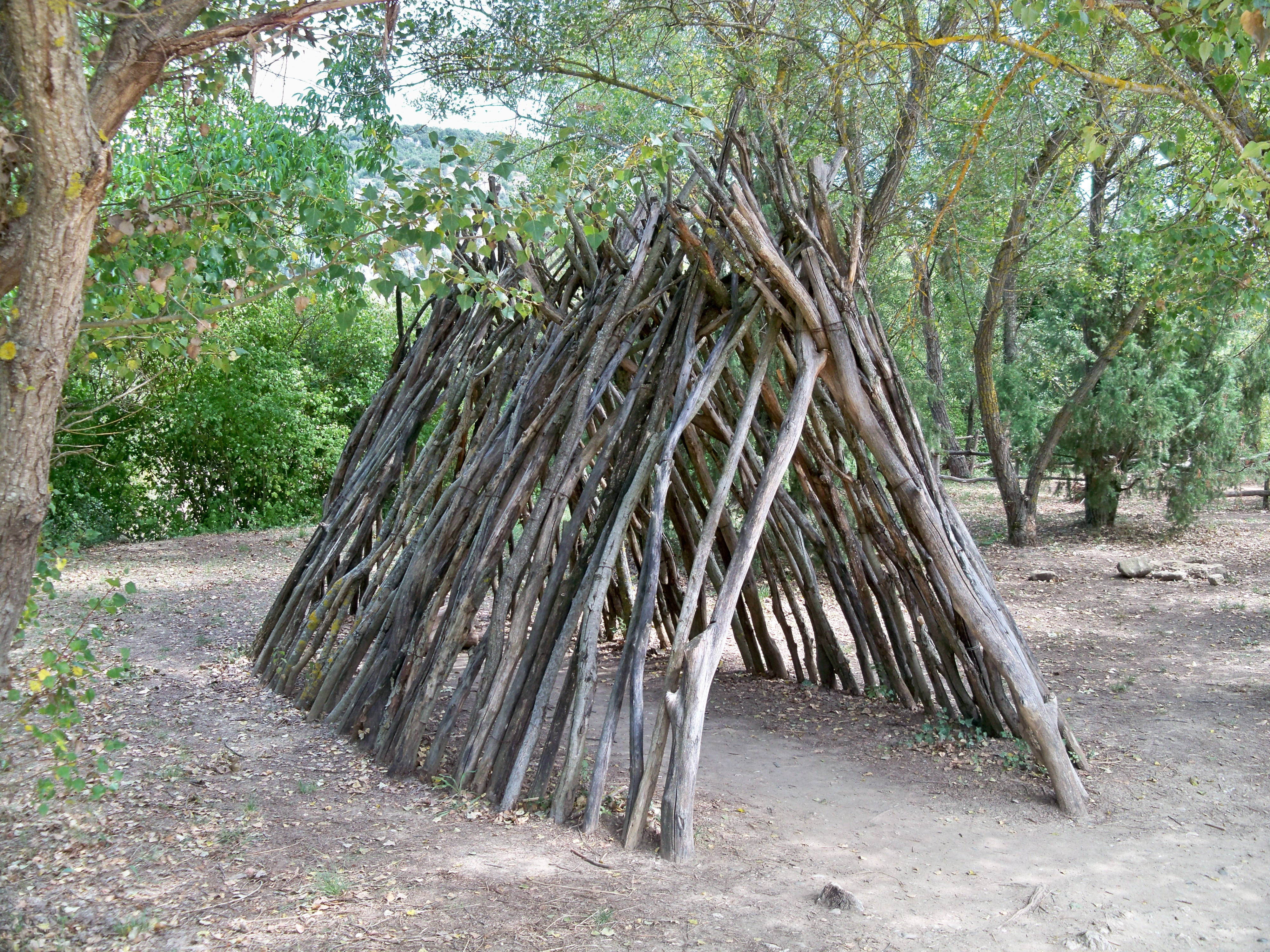
Reconstructie van de hut Terra Amata 2. Deze was circa 390.000 jaar oud.

Veel gewervelde landdieren maken holen of nesten om zich te beschermen tegen roofdieren, uitdroging of koude. Primaten zijn hierin niet echt gespecialiseerd, maar chimpansees maken slaapnesten. Voor Homo habilis is geclaimd dat beschuttingen gemaakt werden, maar dat is omstreden.

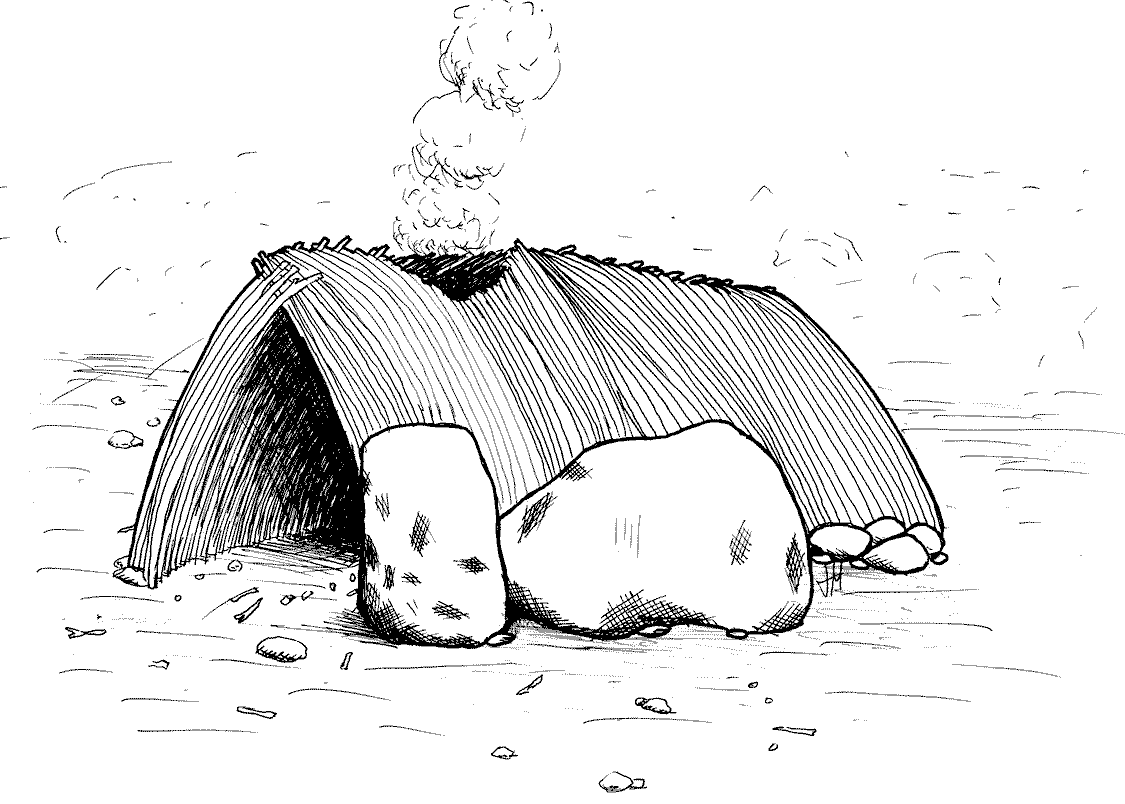
Reconstructie van een hut bij Terra Amata

H. heidelbergensis maakte waarschijnlijk gebruik van natuurlijke schuilplaatsen zoals grotten. Daar zat men droog; diepe grotten blijven 's zomers koel en 's winters vorstvrij. Geschikte grotten waren echter niet overal beschikbaar en van Homo heidelbergensis is bekend dat hij in staat was eenvoudige schuilplaatsen te bouwen. De oudste resten van zulke constructies zijn gevonden in Tsjechië en dateren van ruim zevenhonderdduizend jaar geleden. Verder bewijs hiervoor komt van de vindplaats van Terra Amata aan de Franse Middellandse Zeekust. Wetenschappers vonden op deze locatie paalgaten en andere bewijzen van een twintigtal hutten. Sommige onderkomens daar waren 14,9 meter lang, maar meestal bedekten zulke hutten een oppervlakte van drie meter in het vierkant. De paalgaten fungeerden als een fundering die versterkt werd met stenen. Wellicht bogen stammetjes of takken naar elkaar toe, een gecombineerde muur en dak vormend. Een bedekking door bladeren kon de constructie vrij van water en tocht maken, een methode die basale mensapen ook toepassen. In het midden van de hutten werd een vuurplaats gevonden zodat ze kennelijk verwarmd konden worden; rook kan ontsnapt zijn via een gat in het dak. Deze hutten boden ieder onderdak en bescherming aan een vroeg menselijk gezin of een grotere sociale subgroep. Twintig hutten zijn voldoende om de ongeveer honderd individuen te huisvesten waaruit toenmalige stammetjes bestonden. Terra Amata is vaak gezien als een tijdelijk kampement van een nomadische stam maar kan ook geïnterpreteerd worden als een vaste basis. In de nederzetting werd een werkplaats voor steenbewerking aangetroffen. Dat kan wijzen op een zekere arbeidsverdeling. Jachtgroepen konden van de basis uit binnen een dag de grenzen van het territorium van tienduizend vierkante kilometer bereikt hebben waarmee de groep zich duurzaam in leven kon houden. Chimpansees voeren jarenlange campagnes om het gebied van andere groepen te bezetten en roofdieren uit te roeien. Homo heidelbergensis kan op soortgelijke wijze oorlog gevoerd hebben.
Voor de moderne mens zijn er steeds meer aanwijzingen dat nederzettingen al tijdens het mesolithicum, dus nog voor de ontwikkeling van de landbouw, een uitgebreidere omvang hadden. Een zeer vroege fase van die ontwikkeling is ook al bij Homo heidelbergensis aantoonbaar. Bij Gesher Benot Ya’aqov werd niet slechts een driekwart miljoen jaar oude vuurplaats aangetroffen doch ook een gepolijste plank. Dat duidt niet alleen op een vrij hoog niveau van houtbewerking maar roept ook de vraag op waartoe een plank gediend kan hebben, als het geen onderdeel was van een vaste verblijfplaats. In 2023 werd uit Kalambo in Zambia een hele houtbewerkingscultuur gemeld waaronder een 476 000 jaar oude constructie bestaande uit een onderste balk die via een inkeping met een bovenliggende balk was verbonden.

### Intelligentie en taal
Aangezien de herseninhoud van de populaties die onder Homo heidelbergensis geschaard worden ongeveer binnen het moderne bereik valt, is de meest eenvoudige interpretatie dat ook hun intelligentie op het moderne niveau lag. Dat Homo heidelbergensis een "laag voorhoofd" had, is geen sterk tegenargument, want dat is voor een groot deel een gevolg van een meer vooruitstekend gezicht. De evident mindere technologische prestaties kunnen een nog vroege culturele evolutie weerspiegelen.
Het is echter ook zeer wel mogelijk dat de cognitieve capaciteiten van Homo heidelbergensis in het begin een stuk lager lagen dan die van Homo sapiens en die pas tegen het einde begonnen te benaderen. Concrete gegevens daarover ontbreken grotendeels.
De groei van intelligentie hangt nauw samen met de ontwikkeling van een gesproken taal. De afgelopen eeuwen zijn vele honderden hypothesen opgesteld over mogelijke mechanismen die daarbij een rol zouden hebben kunnen gespeeld. Die weerspiegelen allerlei onderliggende opvattingen over de psychologie en filosofie. Een duidelijke wetenschappelijke consensus ontbreekt, mede doordat hypothesen lastig empirisch zijn te toetsen, zoals vaak bij de studie van historische gebeurtenissen.
Volgens de belangrijkste school in de evolutionaire taalwetenschap heeft de gesproken taal zich zeer geleidelijk ontwikkeld. Sommigen leggen het begin bij het vermogen een symbolentaal te gebruiken dat basale mensapen in experimenten tonen. In de loop van miljoenen jaren zou de taal steeds verder in complexiteit zijn toegenomen. Dit model voorspelt dat de taal van Homo heidelbergensis, als directe voorloper van de moderne mens, al een syntaxis bezat en een lexis van duizenden woorden. Aparte talen en dialecten kunnen al tot stand zijn gekomen.
De bouw van Homo heidelbergensis verschaft wat aanwijzingen over het taalgebruik. Philip Lieberman leidde uit de anatomie van de neanderthaler af dat die nauwelijks klinkers kon voortbrengen. De bovenkaak zou daartoe te lang zijn ten opzichte van het strottenhoofd. De lange kaak van Mauer 1 zou dan zeker ook problemen hebben opgeleverd. Achteraf bleek de conclusie van Lieberman voornamelijk gebaseerd te zijn geweest op een foute reconstructie van de onderkant van de schedel. Er zijn geen schedelkenmerken van Homo heidelbergensis die een gesproken taal dwingend uitsluiten.
Het middenoor en binnenoor van de schedels van de Sima de los Huesos heeft een moderne vorm en moet in staat geweest zijn subtiele geluiden waar te nemen. Ook het tongbeen was modern gevormd, in staat langdurig de snelle verticale bewegingen van het strottenhoofd te ondersteunen die typisch zijn voor een gesproken taal.
Chimpansees zijn niet speciaal rechtshandig. Bij het brein van Australopithecus africanus en Homo rudolfensis zijn kwabben sterker ontwikkeld die bij moderne mensen wijzen op rechtshandigheid en verband houden met taalontwikkeling. Het gebit van de schedels van de Sima de los Huesos wijst erop dat men de gewoonte had een stuk vlees met de linkerhand in de mond te steken en dat dan met een stenen werktuig in de rechterhand af te snijden, zodat krassen ontstaan op het glazuur. Dat zou dan indirect wijzen op een meer ontwikkelde taal.
| Voorlopers en oude verwanten van de mens | Voorlopers en oude verwanten van de mens | Voorlopers en oude verwanten van de mens |
| Fossiel voorkomen                        | Geslacht                                 | Soorten |
| ---------------------------------------- | ---------------------------------------- | --- |
| 7 - 4,4 Ma                               | Sahelanthropus                           | Sahelanthropus tchadensis |
| 7 - 4,4 Ma                               | Orrorin                                  | Orrorin tugenensis |
| 7 - 4,4 Ma                               | Ardipithecus                             | Ardipithecus ramidus · Ardipithecus kadabba |
| 4,3 - 2 Ma                               | Australopithecus                         | A. anamensis · A. afarensis · A. bahrelghazali · A. africanus · A. garhi · A. sediba |
| 3,5 Ma                                   | Kenyanthropus                            | Kenyanthropus platyops |
| 2,5 - 1 Ma                               | Paranthropus                             | P. aethiopicus · P. boisei · P. robustus |
| tot heden                                | Homo                                     | H. antecessor · H. cepranensis · H. denisova · Homo erectus (Javamens · Pekingmens) · H. ergaster · H. floresiensis · H. gautengensis · H. georgicus · H. habilis · H. heidelbergensis · H. helmei · H. neanderthalensis · H. rhodesiensis · H. rudolfensis · Homo sapiens (H. s. idaltu · Cro-magnonmens · Red Deer Cave-mensen) |